# Liste der Kulturdenkmale in Buchholz (Annaberg-Buchholz)
Die Liste der Kulturdenkmale in Buchholz enthält die Kulturdenkmale des Stadtteils Buchholz der sächsischen Stadt Annaberg-Buchholz, die in der Denkmalliste vom Landesamt für Denkmalpflege Sachsen mit Stand vom 24. November 2010 erfasst wurden.
Diese Liste ist eine Teilliste der Liste der Kulturdenkmale in Sachsen.

## Legende
- Bild: Bild des Kulturdenkmals, ggf. zusätzlich mit einem Link zu weiteren Fotos des Kulturdenkmals im Medienarchiv Wikimedia Commons. Wenn man auf das Kamerasymbol klickt, können Fotos zu Kulturdenkmalen aus dieser Liste hochgeladen werden:
- Bezeichnung: Denkmalgeschützte Objekte und ggf. Bauwerksname des Kulturdenkmals
- Lage: Straßenname und Hausnummer oder Flurstücknummer des Kulturdenkmals. Die Grundsortierung der Liste erfolgt nach dieser Adresse. Der Link (Karte) führt zu verschiedenen Kartendiensten mit der Position des Kulturdenkmals. Fehlt dieser Link, wurden die Koordinaten noch nicht eingetragen. Sind diese bekannt, können sie über ein Tool mit einer Kartenansicht einfach nachgetragen werden. In dieser Kartenansicht sind Kulturdenkmale ohne Koordinaten mit einem roten bzw. orangen Marker dargestellt und können durch Verschieben auf die richtige Position in der Karte mit Koordinaten versehen werden. Kulturdenkmale ohne Bild sind an einem blauen bzw. roten Marker erkennbar.
- Datierung: Baubeginn, Fertigstellung, Datum der Erstnennung oder grobe zeitliche Einordnung entsprechend des Eintrags in der sächsischen Denkmaldatenbank
- Beschreibung: Kurzcharakteristik des Kulturdenkmals entsprechend des Eintrags in der sächsischen Denkmaldatenbank, ggf. ergänzt durch die dort nur selten veröffentlichten Erfassungstexte oder zusätzliche Informationen
- ID: Vom Landesamt für Denkmalpflege Sachsen vergebene, das Kulturdenkmal eindeutig identifizierende Objekt-Nummer. Der Link führt zum PDF-Denkmaldokument des Landesamtes für Denkmalpflege Sachsen. Bei ehemaligen Kulturdenkmalen können die Objektnummern unbekannt sein und deshalb fehlen bzw. die Links von aus der Datenbank entfernten Objektnummern ins Leere führen. Ein ggf. vorhandenes Icon  führt zu den Angaben des Kulturdenkmals bei Wikidata.

## Liste der Kulturdenkmale
| Bild                                    | Bezeichnung | Lage                                                            | Datierung                                     | Beschreibung | ID       |
| --------------------------------------- | --- | --------------------------------------------------------------- | --------------------------------------------- | --- | -------- |
| Direkt Bild zu diesem Denkmal hochladen | Mietshaus in offener Bebauung                                                                                         | Am Graben 5 (Karte)                                             | Um 1885                                       | | 09229134 |
| Weitere Bilder                          | Katharinenkirche | An der Katharinenkirche (Karte)                                 | Nach 1504                                     | gotische Hallenkirche, im 19. Jahrhundert neogotisch überformt, baugeschichtliche und ortsgeschichtliche sowie kunsthistorische Bedeutung, stadtbildprägend. Die dreischiffige Hallenkirche wurde 1506 begonnen und wohl entgegen der urspr. Planung (Gewölbe) 1523 mit einer Holzdecke versehen. Wölbung, Emporeneinbau und Turmausbau erfolgten erst 1875–1877 durch Möckel im Stil der Neogotik. 1945 bis auf die Umfassungsmauern nahezu komplette Zerstörung, Wiederaufbau von 1964 bis 1981. Die Kirche aus unverputztem Bruchsteinmauerwerk mit eingezogenem Chor und 3/8-Schluss, Strebepfeilern und Spitzbogenfenstern. Ein wehrhaft wirkender Turm mit Zeltdach und vier kleinen Ecktürmchen im nordöstlichen Winkel, seitlich zwischen Schiff und Chor. Der Innenraum heute wieder flachgedeckt, Stahlstützen anstelle der Säulen. An der Chornordseite eine tieferliegende Sakristei mit Kreuzrippengewölbe. Bedeutendste Innenausstattung ist der aus dem früheren Franziskanerkloster stammende Hochaltar von 1594, außerdem St. Wolfgangsaltar aus der Buchholzer Friedhofskirche und Barockkanzel aus der Klosterkirche von Grimma. An der Kirchenaußenwand mehrere barocke Grabsteine. Durch die Lage am Hang ist das Kirchengebäude sehr stadtbildprägend, es besitzt sowohl bau- und ortsgeschichtliche Bedeutung als auch kunsthistorische Relevanz. | 09229064 |
| Weitere Bilder                          | Pfarrhaus | An der Katharinenkirche 2 (Karte)                               | Bezeichnet mit 1906–1907                      | Jugendstil-Farbglasfenster, baugeschichtliche Bedeutung. Zweigeschossiges, massives, 1906/07 entstandenes Pfarrhaus in offener Bebauung unmittelbar neben der St. Katharinenkirche. Die schlichte Fassade über einem Bruchsteinsockel verputzt. Zum Kirchplatz ein leicht aus der Fassadenflucht vorstehendes, mittig erhöhtes Treppenhaus mit sehr schönem Jugendstil-Farbglasfenster im Dreieckgiebel, hier auch der leicht spitzbogige Eingang. Überhöhte Mittelbereiche mit Dreiecksgiebeln auch nach Osten und Süden. Auf der Talseite (Osten) im 2. Obergeschoss ein Erker sowie im 1. Obergeschoss links ein breites Segmentbogenfenster mit Farbverglasung. Die Fenster sonst i. d. R. rechteckig mit T-Sprossung, alle mit Sandsteingewänden. Das schiefergedeckte Dach mit stehenden Gaupen, deren Satteldächer mit großem Dachüberstand. Das Anfang des 20. Jh. errichtete Pfarrhaus mit einigen Jugendstildetails begrenzt den Kirchplatz nach Süden und besitzt bau- und ortsgeschichtliche Bedeutung. | 09229089 |
| Direkt Bild zu diesem Denkmal hochladen | Fabrikgebäude | An der Mühle 6 (Karte)                                          | Um 1900                                       | baugeschichtliche und wirtschaftsgeschichtliche sowie städtebauliche Bedeutung. Langgestrecktes, massives, Fabrikgebäude (bezeichnet 1905, Architekt: Wilhelm Peschke, Buchholz) mit 1vier Achsen in halboffener Bebauung. Auffallend dekorative, orangegelbe Klinkerfassade mit farbigen Klinkern als Friese, Muster und Bänder. Jeweils zwei Fensterachsen der viergeschossigen Ansicht sind durch Klinkerlisenen zusammengefasst, diese mit schmuckvollem oberen Abschluss. Die Fenster vorwiegend rechteckig, mit einigen segmentbogigen als Akzenten. Das Erdgeschoss mit großen, segmentbogigen Öffnungen (betonte Scheitelsteine) ist verputzt mit dekorativen Nutungen, im rechten Bogen ein Eingang, einige Bögen verschlossen und verputzt, in anderen Doppelfenster. Unterhalb des Traufgesimses ein breiter Zierfries aus farbigem Klinker, im schiefergedeckten Dach drei Dachhäuschen (1939 anstelle der vorherigen insgesamt 7 Dachaufbauten). Im Osten des Gebäudes sind von der urspr. Einfriedung die dekorativen Torpfeiler mit Klinkermauerwerk erhalten. Diese Kartonagenfabrik, in der noch heute produziert wird, weist eine für die Zeit um 1900 grundsätzlich typische Gestaltung auf: langgestreckte Klinkerfassaden mit betonten Zweierachsen. Dieses Beispiel ist jedoch reicher als üblich mit farbigem Klinkerdekor ausgestattet und besitzt durch seine Lage im Ort auch Fernwirkung. Zunächst hatte an dieser Stelle seit 1874 ein Fabrikanbau für Georg Adler gestanden, der dann durch den heutigen Bestand (Bauzeichnungen 1902) ersetzt wurde. Bis auf einige Bereiche v. a. im Erdgeschoss (Veränderung der Zugänge) und Dachgeschoss (Dachaufbauten) hat sich viel originale Substanz erhalten. Neben seiner bau- und wirtschaftsgeschichtlicher Bedeutung hat der Industriebau auch städtebaulichen Wert. | 09229122 |
| Direkt Bild zu diesem Denkmal hochladen | Stiefelmühle | An der Mühle 7 (Karte)                                          | Mitte 18. Jahrhundert; 1520                   | baugeschichtliche, wirtschaftsgeschichtliche und ortsgeschichtliche Bedeutung. 1520 wurde direkt neben der kurfürstl. Schmelzhütte durch den Buchholzer Bergvogt Matthes Busch die sogenannte Vordere Mühle errichtet (später Naumannmühle), die nach dem Tod des Bergvogts kurfürstlicher Besitz und verpachtet wurde. Es handelte sich um eine wassergetriebene Mühle mit zwei Gängen und Mühlgraben. Von 1703 ist ein Brand bekannt, der aber wohl nur wenig Schaden anrichtete. Seit 1888 Stiefelmühle (Besitzer Heinrich Bernhard Stiefel aus Dittersdorf), der sie in den 1930er Jahren verkaufte. Eine Bäckerei wurde eingerichtet, der Betrieb erfolgte bis 1960. Langgestrecktes, zweigeschossiges Mühlengebäude mit Fachwerkobergeschoss und einem Bäckerladen im Erdgeschoss. Schiefergedecktes, abgewalmtes Satteldach mit wenigen Öffnungen. Zur Anlage gehören ein Anbau und ein Wirtschaftsgebäude. Diese Mühle an der Sehma weist eine Standorttradition auf, die fast bis zur Stadtgründung zurückreicht. Sie ist deshalb nicht nur bau- und wirtschaftsgeschichtlich von Bedeutung, sondern auch von Relevanz für die Ortsentwicklung. | 09229076 |
|                                         | Wohnhaus in halboffener Bebauung                                                                                      | An der Mühle 10 (Karte)                                         | Bezeichnet mit 1720                           | mit wertvoller barocker Tür, baugeschichtliche und städtebauliche sowie handwerksgeschichtliche Bedeutung. Zweigeschossiges, barockes Wohnhaus mit sechs Achsen in halboffener Bebauung. Die Fassade verputzt, wobei das Obergeschoss mglw. noch immer aus überputztem Fachwerk besteht. Die Fensteröffnungen rechteckig, die Fenster ohne Teilung nicht denkmalgerecht. Auf der linken Seite späterer Einbau einer Garage. Der Zugang außermittig, der Scheitelstein des rechteckigen Türstocks bezeichnet „DK 1720“ mit separatem, flachen Oberlicht. Eine Besonderheit des Hauses ist seine zweiflügelige, barocke Eingangstür, diese mit Metallplatten beschlagen und historischer Drückergarnitur. Das hohe, schiefergedeckte Krüppelwalmdach mit stehenden Gaupen in zwei Reihen, die oberen davon spitzbogig. Das Wohnhaus besitzt baugeschichtliche und städtebauliche Bedeutung, die Haustür zudem handwerksgeschichtlichen Wert. | 09229118 |
| Direkt Bild zu diesem Denkmal hochladen | Berufsschule | Bärensteiner Straße 2 (Karte)                                   | Bezeichnet mit 1907 und 1908; 1888            | baugeschichtliche und wirtschaftsgeschichtliche sowie städtebauliche Bedeutung. Langgestrecktes, massives Fabrikgebäude (heute Schule) mit 20 Achsen in halboffener Bebauung, das 1888 als Posamentenfabrik errichtet wurde. Das Erdgeschoss mit kleineren Fensteröffnungen ist durch ein kräftiges Gesims von den Obergeschossen getrennt und einheitlich farbig gestrichen. Die viergeschossige Fassade in den Obergeschoss mit gleichförmiger Gliederung aus segmentbogigen Fenstern, deren Bögen sich durch farbige Klinker von der verputzten Fassade abheben. Der ganz leichte Risalit (9.–12. Achse) urspr. im Dach mit verziertem Giebel und Schriftzug betont. Dieser Aufbau wurde beim Umbau 1935 entfernt, ansonsten zu diesem Zeitpunkt einige Änderungen im Innenraum. Neben den betonten Segmentbögen auch dekorativer Einsatz von rotem und orangen Klinker zur Ausbildung von Friesen zwischen 2. und 3. Obergeschoss sowie unterhalb der Traufe, aber auch zur Betonung der Gebäudeecken. Diese Friese an der Giebelseite fortgeführt, der Ortgang des Satteldaches ebenfalls mit Klinker betont. Im Dach heute stehende Gaupen zur Straße, zur Hofseite das Dachgeschoss als Vollgeschoss ausgebaut. Seit dem Umbau zum Schulzentrum ab 1993 schließt sich auf der Nordseite ein gläserner Verbindungsbau an. Dieses Gebäude zeigt den typischen funktionalen Aufbau eines Fabrikgebäudes des späten 19. Jh. gepaart mit wenigen dekorativen Details, die auch nach der neuesten Umnutzung erhalten sind. Es besitzt sowohl bau- und wirtschaftsgeschichtliche Bedeutung als auch städtebauliche Relevanz. | 09228859 |
| Direkt Bild zu diesem Denkmal hochladen | Mietshaus in offener Bebauung                                                                                         | Bärensteiner Straße 5 (Karte)                                   | Um 1895                                       | zweifarbige Klinkerfassade, baugeschichtliche Bedeutung. Dreigeschossige, Ende des 19. Jh. errichtetes Mietshaus. Die Ansicht des mächtigen massiven Gebäudes geprägt durch rote und gelbe Klinkerverkleidung: gelb dabei die aus der Fassade vortretenden Bauteile wie der dreiachsige Mittelrisalit der Straßenseite oder die Eingangsachse auf der nördlichen Gebäudeseite. Kontrastreich dazu Sandstein in Form von Eckrustika, Blendbalustraden, Gewänden und Fensterbekrönungen. Die Gestaltung der Fassade in historistischer Weise als Neorenaissance. Der Zugang erfolgt auf der Nordseite über eine Freitreppe, der Eingang segmentbogig mit schöner historistischer Haustür. Das freistehende Mietshaus ist unsaniert, zeichnet sich durch seine qualitätvolle Fassadengestaltung aus und besitzt baugeschichtliche Bedeutung. | 09228862 |
| Direkt Bild zu diesem Denkmal hochladen | Ehemalige Fabrikantenvilla (Villa Seeland)                                                                            | Bärensteiner Straße 12 (Karte)                                  | 1908                                          | Villa des Möbelposamentenfabrik Albert Seeland, baugeschichtliche Bedeutung. Eingeschossige, 1908 in Formen des Heimatstils und Jugendstils errichtete Fabrikantenvilla. Oberhalb eines Bruchsteinsockels schließt sich das mit weißem Klinker verkleidete Erdgeschoss an, während Giebeldreieck (Süden), der Traufbereich unterhalb des Dachüberstandes und Dachaufbauten Zierfachwerk mit betonten Balkenköpfen aufweisen. Die Hauptansicht wird durch einen Anbau auf polygonalem Grundriss betont: Dieser war ursprünglich nur ein Balkon für das Erdgeschoss, wurde 1913 erhöht, als Veranda geschlossen und diente dem Dachgeschoss als Balkon, bis auch dieser Bereich im Zuge der Umbaumaßnahmen von 1921 geschlossen und mit der heutigen Fachwerkfassade versehen wurde. Der Zugang auf der Südseite mit Freitreppe sowie kleinem Vorbau. Die Fenster im Erdgeschoss segmentbogig und im oberen Teil durch ein kräftiges Gewände betont, im Dachgeschoss rechteckig; alle mit der zeittypischen kleinen Teilung der Oberlichter. Das hohe Krüppelwalmdach schiefergedeckt mit einem mittigen Giebel zur Straße. Diese Fabrikantenvilla ist authentisch in ihrer Gestaltung von 1908/1921 erhalten und besitzt baugeschichtliche Bedeutung. Zunächst Teilhaber der Möbelposamentenfabrik Möckel & Seeland, errichtete der Bauherr der Villa hangaufwärts 1910 seine eigene Fabrikanlage (Mechan. Posamentenfabrik Buchholz), die nachfolgend mehrfach erweitert wurde. | 09305095 |
| Direkt Bild zu diesem Denkmal hochladen | Mietshaus in offener Bebauung                                                                                         | Bärensteiner Straße 46 (Karte)                                  | Um 1910                                       | baugeschichtliche Bedeutung. Zweigeschossige massive Mietvilla Südosten von Buchholz in einer von lockerer Wohnbebauung geprägten Umgebung. Die verputzte Fassade des Gebäudes wird durch Zierfachwerk in den Giebel- und Traufbereichen betont und ist ansonsten schmucklos. Die Fenster rechteckig mit kleinteiliger Sprossung der Oberlichter. Auf der Schauseite Ausbildung eines hohen Giebels mit holzverkleidetem Giebeldreieck. Das Krüppelwalmdach als Vollgeschoss genutzt. Dieses Gebäude wurde Anfang des 20. Jh. errichtet und besitzt als Vertreter des Heimatschutzstils baugeschichtliche Bedeutung. | 09229042 |
| Direkt Bild zu diesem Denkmal hochladen | Repräsentative Villa                                                                                                  | Beckenweg 2 (Karte)                                             | Um 1910                                       | repräsentatives Gebäude, Reformstil-Architektur, baugeschichtliche Bedeutung. Zweigeschossige massive Villa auf einem von Wald umgebenen Hanggrundstück im Sehmatal. Die große Villa von der Straße zurückgesetzt mit einer verputzten Fassade oberhalb eines hohen Sockelgeschosses aus Bruchstein. Das Gebäudevolumen durch verschiedene Anbauten und Giebelaufbauten aufgelockert. Die Fenster meist rechteckig mit der bauzeittypischen, kleinteiligen Sprossung der Oberlichter. Hohes, schiefergedecktes Krüppelwalmdach. Die Villa in exklusiver Lage hat einen großen Garten und wird von einer Einfriedung umschlossen. Als Beispiel repräsentativen Wohnens zu Beginn des 20. Jh. besitzt dieses Gebäude baugeschichtliche Bedeutung. | 09229068 |
| Direkt Bild zu diesem Denkmal hochladen | Wohnhaus in offener Bebauung                                                                                          | Bergstraße 2 (Karte)                                            | 1. Hälfte 19. Jahrhundert                     | baugeschichtliche Bedeutung | 09229051 |
| Direkt Bild zu diesem Denkmal hochladen | Mietshaus in halboffener Bebauung                                                                                     | Brauhausstraße 35 (Karte)                                       | Um 1885                                       | | 09229135 |
| Direkt Bild zu diesem Denkmal hochladen | Mietshaus in geschlossener Bebauung                                                                                   | Brauhausstraße 37 (Karte)                                       | Um 1885                                       | | 09229136 |
| Direkt Bild zu diesem Denkmal hochladen | Mietshaus in halboffener Bebauung                                                                                     | Brauhausstraße 41 (Karte)                                       | Um 1885                                       | | 09229137 |
| Direkt Bild zu diesem Denkmal hochladen | Gartenhaus | Brüdergasse, gegenüber von Nr. 11 (Karte)                       | Um 1900                                       | | 09229088 |
| Direkt Bild zu diesem Denkmal hochladen | Mietshaus in halboffener Bebauung                                                                                     | Buchenstraße 15 (Karte)                                         | Um 1900                                       | | 09229057 |
| Direkt Bild zu diesem Denkmal hochladen | Mietshaus in offener Bebauung                                                                                         | Buchenstraße 46 (Karte)                                         | 1902                                          | baugeschichtliche Bedeutung. Dreigeschossiges, massives, 1902 entstandenes Mietshaus (Bauherr und Bauleiter Oswald Meyer) mit sechs Achsen in offener Bebauung am westlichen Stadtrand von Buchholz. Das Erdgeschoss verputzt mit horizontaler Putznutung und außermittigem Zugang. Die Obergeschosse mit roter Klinkerverkleidung und dekorativ dazu oranger Klinker zur Betonung der Entlastungsbögen, Sandstein als Gewände, Sohlbänke, Konsolen und Reliefs. Die Fensteröffnungen rechteckig mit unterschiedlicher Ausführung der Fenster: die meisten nicht denkmalgerecht nur mit abgetrenntem Oberlicht, im Erdgeschoss links vermutlich noch drei Originalfenster einschließlich der Winterfenster vorhanden. Die Besonderheit dieser ansonsten typischen Mietshausfassade ist die Ausführung des zweiachsigen, mittigen Dachaufbaus. Dieser sowie die beiden seitlichen Gaupen mit Zierfachwerk, großem Dachüberstand und Schnitzereien. Diese Gestaltung ist typisch für den Schweizerstil, eine vor allem im Historismus beliebte Art der Kopie alpenländischer Bautradition. Bei Villen häufiger, ist diese Dekoration bei Mietshäusern wenig typisch. Das Gebäude besitzt damit baugeschichtliche Bedeutung. | 09229058 |
| Direkt Bild zu diesem Denkmal hochladen | Eingeschossiges Wohnhaus mit erhöhtem Mittelteil                                                                      | Christian-Melzer-Straße 8 (Karte)                               | Um 1810                                       | eingeschossiges Bergarbeiterhaus, baugeschichtliche und ortsgeschichtliche Bedeutung. Eingeschossiges, in der 1. Hälfte des 19. Jh. entstandenes Wohnhaus mit sieben Achsen in offener Bebauung. Das kleine Gebäude zeichnet sich durch seinen etwas außermittigen, ins Dachgeschoss erhöhten Fassadenteil mit Dreieckgiebel aus. Der Zugang in der Mittelachse mit segmentbogiger Form, die Fenster rechteckig mit glatten Gewänden, die verputzte Fassade schmucklos. Das Satteldach mit Bitumenschindeln und stehenden Gaupen. Bei diesem Wohnhaus handelt es sich wahrscheinlich um ein ehemaliges Bergarbeiterhaus, wie es für Ende 18./ Anfang 19. Jh. für das Stadtbild typisch war. Es besitzt neben seiner baugeschichtlichen Bedeutung ebenfalls einen Zeugniswert für die Ortsentwicklungsgeschichte von Buchholz. | 09229108 |
| Direkt Bild zu diesem Denkmal hochladen | Wohnhaus in offener Bebauung                                                                                          | Christian-Melzer-Straße 13 (Karte)                              | 1. Hälfte 19. Jahrhundert                     | eingeschossiges Bergarbeiterhaus, baugeschichtliche und ortsgeschichtliche Bedeutung. Eingeschossiges, in der 1. Hälfte des 19. Jh. entstandenes Wohnhaus mit vier Achsen in offener Bebauung. Das kleine Gebäude mit verputzter Fassade und außermittigem Zugang, dieser mit vorgelagerten Stufen und zweiflügeliger Haustür mit Oberlicht. Die Fenster rechteckig mit sechsteiliger Sprossung, zwei davon mit großem Fensterladen. Das Krüppelwalmdach mit zwei stehenden Gaupen. Dieses in seiner authentischen schlichten Form und Gestaltung erhaltene, ehemalige Bergarbeiterhaus stellt ein Relikt mit Seltenheitswert dar. Es besitzt neben seiner baugeschichtlichen Bedeutung ebenfalls Relevanz für die Ortsentwicklungsgeschichte von Buchholz. | 09229107 |
| Direkt Bild zu diesem Denkmal hochladen | Wohnhaus in offener Bebauung                                                                                          | Fischerstraße 6 (Karte)                                         | Um 1800                                       | | 09229094 |
| Direkt Bild zu diesem Denkmal hochladen | Mietshaus in offener Bebauung                                                                                         | Fischerstraße 8 (Karte)                                         | um 1885                                       | baugeschichtliche Bedeutung. Zweigeschossiges, massives Miethaus mit sieben zu vier Achsen in offener Bebauung. Die verputzte Fassade über einem Natursteinsockel mit Kellerfenstern, der Zugang außermittig, tief in die Gebäudeflucht eingezogen mit vorgelagerter Treppe und zweiflügeliger, historistischer Haustür (schönes Ziergitter vor der Verglasung), rechts ein Garagentor. Die Fassade mit für die Entstehungszeit typischem Dekor: Fenster im Erdgeschoss mit profilierter Rahmung, im Obergeschoss mit kräftigen Sohlbänken auf Zierkonsolen und geraden Verdachungen. Die Gebäudeecken durch Putzrustika hervorgehoben, das profilierte Traufgesims ist kapitellartig zu den Rustikabereichen um die Ecken herumgeführt. Das schiefergedeckte Satteldach mit vier Dachhäuschen. Es handelt sich bei diesem Wohnhaus um ein kleines, aber in seiner Gestaltung typisches Mietshaus vom Ende des 19. Jh. Es besitzt baugeschichtliche Bedeutung. | 09229093 |
| Direkt Bild zu diesem Denkmal hochladen | Friedhof Buchholz | Friedensstraße (Karte)                                          | wahrscheinlich vor 1920 (Grabmal Kunze)       | ortsgeschichtliche und baugeschichtliche Bedeutung. Großer, am Hang von Buchholz befindlicher Waldfriedhof, der geländebedingt terrassenförmig angelegt wurde. Der Zugang erfolgt auf der Hangseite über die Friedensstraße, hier auch die 1935 erbaute Friedhofskirche. Diese dient vorwiegend für Beerdigungen und Konzerte, während der Zerstörung der Katharinenkirche wurden hier auch Gottesdienste gehalten. Am Fuß der Anlage finden sich die Reste der ehem. Hospitalkirche. Zu den wichtigsten historischen Grabstätten mit kunsthistorischem Wert gehören: 1. Grabstätte Kunze: Rundtempel mit Säulengliederung, hinterer Teil geschlossen, dort Gliederung durch Pilaster, im Gebälk Inschrift „Kunze“ und zwei identische Reliefs mit girlandentragenden Engeln, im Tempel Christusstatue (Stein), mit Einfriedung und Gartengestaltung 2. Grabstätte Huss: Rundbau massiv, Schauseite abgeplattet, dort expressionistisch beeinflusster Reliefgiebel („mittelalterliche“ Heilige und Tierkapitelle), künstlerischer Wert 3. Grabmal P. Bauer: Plattform mit Pergola und Amphore 4. Grabmal Brauer: lateinisches Kreuz in Gehäuse aus poliertem Stein mit Rundbogenabschluss, datiert 1912, (Kommerzienrat Brauer (1834–1912), Gründer der Papp-Prägeindustrie) 5. Grabmal Preuss: ägyptisierende Tempelfassade mit Urnenrelief, datiert 1928 6. Grabmal Nicolai (Rudolf Nicolai (1895–1970), Oberstudienrat, Reformpädagoge, Schöpfer und langjähriger Vorsitzender der deutschen Schullandheimbewegung) Dieser am südlichen Rand von Buchholz gelegene Friedhof ist als Gartendenkmal ausgewiesen und besitzt landschaftsprägenden Charakter, kultur- und personengeschichtliche Bedeutung sowie aufgrund einiger wertvoller Grabmäler auch kunsthistorische Relevanz. | 09229091 |
| Direkt Bild zu diesem Denkmal hochladen | Mietshaus in offener Bebauung                                                                                         | Friedensstraße 6 (Karte)                                        | Um 1900                                       | baugeschichtliche und ortsgeschichtliche Bedeutung. Aus zwei gegeneinander gestellten Gebäudeteilen bestehendes, massives Bauwerk in offener Bebauung, das 1899 als städtisches Krankenhaus von Buchholz errichtet wurde (Architekt: Peschke). Geprägt wird das Haus durch seine oberhalb eines Sockelgeschosses aus Bruchstein anschließende rote Klinkerfassade. In einem anderen Rotton sind Hausecken und Segmentbögen der Fenster hervorgehoben. Der Eingang im nördlichen, giebelständigen Gebäudeteil und dort im flachen Mittelrisalit mit Dreieckgiebel. In den histor. Bauzeichnungen waren dieser Giebel sowie der Giebel zur Straße reich mit Bauzier versehen, während sich die Fassaden heute gestalterisch eher zurückhaltend präsentieren. Die Dächer als Walm- bzw. Satteldächer mit Schieferdeckung und stehenden Gaupen. Zu seiner Nutzungszeit besaß das Krankenhaus 22 Betten und modernste Ausstattung. Doch schon seit mind. 1951 wird das Gebäude als Kindergarten genutzt. Für dessen Bedürfnisse ist auch der große, zum Objekt gehörende Garten gestaltet. Dieser war 1903 durch den Landschaftsgärtner Nauk angelegt worden. Dieses Haus besitzt bau- und ortsgeschichtliche Bedeutung. | 09229092 |
| Direkt Bild zu diesem Denkmal hochladen | Wohnhaus mit Heiste, in offener Bebauung                                                                              | Fröbelstraße 6 (Karte)                                          | um 1860                                       | baugeschichtliche und ortsgeschichtliche Bedeutung. Eingeschossiges, massives Wohnhaus mit vier zu vier Achsen in offener Bebauung. Dieses wohl ehemalige Bergarbeiterhaus wurde um 1860 errichtet. Seine verputzte Fassade mit rechteckigen Fensteröffnungen und leicht profilierten Gewänden, bei einigen Fenstern sind historische Fenster inkl. Winterfenster mit Kreuzstock- bzw. sechsteiliger Sprossung erhalten. Ein schlichtes, schiefergedecktes Satteldach mit stehenden Gaupen. Aufgrund des starken Straßengefälles wurde eine kräftige Stützmauer errichtet. Als kaum verändertes Relikt vergangener Zeit besitzt dieses kleine Arbeiterwohnhaus bau- und ortsgeschichtliche Bedeutung. | 09229090 |
|                                         | Bergbaumonumente Annaberg                                                                                             | Geschwister-Scholl-Weg, über Teichstraße (Karte)                | nach 1947                                     | bergbaugeschichtliche und ortsgeschichtliche Bedeutung. Ortsbildprägende Doppelkegelhalde oberhalb von Buchholz, die durch das uranerzfördernde Bergbauunternehmen SAG/SDAG Wismut entstand. Der Abbau in Annaberg-Buchholz erfolgte zwischen 1947 und 1958. Bei der Doppelkegelhalde handelt es sich um ein technisches Denkmal mit bergbau- und ortsgeschichtlicher Bedeutung. | 09229161 |
| Weitere Bilder                          | Bahnhof Annaberg-Buchholz-Mitte                                                                                       | Hans-Hesse-Straße (Karte)                                       | 1902                                          | verkehrstechnische und baugeschichtliche Bedeutung. Kleines Empfangsgebäude mit Vordächern als Bahnsteigüberdachung, das 1902 im Heimatschutzstil errichtet wurde. Ungewöhnlich ist die Ausbildung einer Fachwerkfassade zu den Gleisen, jedoch einer Klinkerverkleidung über einem Bruchsteinsockel auf der gleisabgewandten Seite. Große, rundbogige Öffnungen zeigen auf beiden Seiten die Bahnhofshalle an, die anderen Fenster vorwiegend ebenfalls rundbogig, aber kleiner, mit T-Sprossung. Die Bahnsteigüberdachung als Holzkonstruktion, südlich an das Bahnhofsgebäude als offene Halle erweitert. Der Haltepunkt Annaberg-Buchholz Mitte entstand aufgrund der Forderungen der Buchholzer Bürger nach einem stadtnäheren Bahnhof. Von 1905 bis 1945 besaß er zwei Gleise, heute nur noch eingleisig. Der Anschluss an das Eisenbahnnetz stellte einen Fortschritt dar, als bauliches Zeugnis dafür besitzt der kleine Bahnhof nicht nur baugeschichtliche, sondern vor allem verkehrstechnische und ortsgeschichtliche Bedeutung. | 09229129 |
| Direkt Bild zu diesem Denkmal hochladen | Doppelmietshaus in halboffener Bebauung                                                                               | Hans-Hesse-Straße 9, 11 (Karte)                                 | Um 1890                                       | | 09229130 |
| Direkt Bild zu diesem Denkmal hochladen | Mietshaus in halboffener Bebauung                                                                                     | Hans-Hesse-Straße 13 (Karte)                                    | Um 1890                                       | | 09229131 |
| Direkt Bild zu diesem Denkmal hochladen | Fabrikantenvilla und Einfriedung                                                                                      | Hans-Hesse-Straße 23 (Karte)                                    | 1907                                          | Baugeschichtliche Bedeutung. Zweigeschossige, massive Fabrikantenvilla. Der Besitzer der Kartonagenfabrik auf der gleichen Straße (Nr. 21) ließ dieses Gebäude 1907 vom zu dieser Zeit bekanntesten Buchholzer Architekten W. Peschke errichten. Es entstand ein Wohnhaus mit geschwungenem Giebel, geschweifter Turmhaube und im Inneren laut Zeichnung aufwändigen Türen. Ebenfalls aus dieser Zeit stammt die sehr schöne, gut erhaltene Einfriedung mit Natursteinpfeilern und Holzzaun, zu der Peschke den Entwurf lieferte. 1928 fand eine größere bauliche Veränderung statt (Architekt: Götze), bei der nicht nur im Innern Anpassungen erfolgten, sondern auch die Fassade vereinfacht wurde: der geschwungene Giebel wurde zum Stufengiebel; der Turm erhielt eine spitze Haube, Änderung des Hauszugangs. In den letzten 50 Jahren diente das Gebäude als Kinderkrippe. Dementsprechend präsentiert sich das Haus heute als Konglomerat verschiedener Zeiten. Die verputzte Fassade mit vorwiegend rechteckigen Fenstern mit Sandsteingewänden; Fenster meist mit zeittypischer kleinteiliger Sprossung der Oberlichter. Zur Straßenseite ein vorgezogener Bereich mit Erker und Stufengiebel; hier im Dachgeschoss rundbogiges Jugendstilfenster. Der Zugang in einem leicht aus der Fassadenflucht vorstehenden Bauteil, rundbogig mit Jugendstiltür und separatem Oberlicht. Diese ehemalige Fabrikantenvilla einschließlich der sehr schönen, original erhaltenen Einfriedung besitzt baugeschichtliche Bedeutung. | 09305119 |
| Direkt Bild zu diesem Denkmal hochladen | Mietshaus in Ecklage und geschlossener Bebauung                                                                       | Hans-Sachs-Straße 6 (Karte)                                     | Um 1880                                       | | 09229055 |
| Direkt Bild zu diesem Denkmal hochladen | Mietshaus in geschlossener Bebauung                                                                                   | Hans-Sachs-Straße 10 (Karte)                                    | um 1880                                       | baugeschichtliche und städtebauliche Bedeutung. Zweigeschossiges, um 1880 entstandenes Mietshaus mit sieben Achsen in geschlossener Bebauung. Oberhalb eines Sockelbereiches schließt sich das Erdgeschoss mit dekorativer Putznutung an, danach ein profiliertes Gesims und das glattverputzte Obergeschoss. Der Zugang außermittig, nur leicht eingezogen mit einer segmentbogigen Öffnung. Auch die Fenster im Erdgeschoss segmentbogig mit profiliertem Gewände und kräftiger Sohlbank. Ganz links ein nachträgliches Garagentor. Die Fenster des Obergeschosses rechteckig mit T-Sprossung und für den Historismus typischem Baudekor: profilierte Sohlbänke und Verdachungen, Konsolen und Reliefs. Charakter erhält das Gebäude durch einen breiten Dachaufbau, der die mittleren drei Fassadenachsen verlängert und in einem Dreieckgiebel endet. Hier ein durch ein kräftiges Gebälk gekoppeltes Dreierfenster. Das schiefergedeckte Satteldach mit stehenden Gaupen. Dieses für seine Entstehungszeit typische, historistische Mietshaus besitzt baugeschichtliche und städtebauliche Bedeutung. | 09229056 |
| Direkt Bild zu diesem Denkmal hochladen | Repräsentatives Mietshaus in geschlossener Bebauung                                                                   | Hans-Witten-Straße 1 (Karte)                                    | Um 1905                                       | repräsentatives villenartiges Wohnhaus, aufwändige Jugendstil- und Reformstilfassade, baugeschichtliche, kunstgeschichtliche sowie städtebauliche Bedeutung Dreigeschossiges, massives Mietshaus mit aufwändiger Jugendstilfassade in geschlossener Bebauung. Interessant ist der geknickte Verlauf der Bauflucht, die zwischen dem Peschke-Wohnhaus auf der Ecke und dem anschließenden Fabrikgebäude vermittelt. Die Fassade dieses fünfachsigen Gebäudes wird durch seine vielfältige, qualitätvolle Gestaltung mit Erkern, Giebel, Türmchen, Reliefs und Friesen geprägt. Der Eingang in der linken Achse besitzt ein Werksteinportal mit geschwungenem Abschluss, er ist eingezogen mit drei vorgelagerten Stufen und sehr schöner, breiter Jugendstiltür mit hohem, rundbogigen Oberlicht. Im Erdgeschoss große, bogenförmige Fensteröffnungen, die auf eine gewerbliche Nutzung dieser Ebene hindeuten. Die beiden Obergeschoss und das Dachgeschoss jedoch zur Wohnnutzung: hier zwei asymmetrisch angeordnete Erker mit viel Sandsteindekor. Der linke davon als Akzent des hohen, polygonal gebrochenen Giebels, der rechte in einem Türmchen endend. Beide mit unterschiedlichen Fenstern in den Geschossen und reicher Verzierung. Das Dach mit Schieferdeckung. Im Innern Teile der originalen Ausstattung erhalten (Farbglasfenster, Flurausmalung, Treppengeländer, Lampen u. ä.) Dieses 1907 von Paul Hempel für den Posamentenfabrikanten Paul Süß errichtete Gebäude zeichnet sich durch seine authentisch erhaltene Detailvielfalt aus. Es besitzt baugeschichtliche sowie städtebauliche Bedeutung. | 09228850 |
| Direkt Bild zu diesem Denkmal hochladen | Fabrik- und Verwaltungsgebäude                                                                                        | Hans-Witten-Straße 3 (Karte)                                    | Um 1900                                       | baugeschichtliche und wirtschaftsgeschichtliche Bedeutung. Langgestrecktes, dreigeschossiges Fabrikgebäude mit 15 Achsen in halboffener Bebauung. Dieses 1900 durch W. Peschke für Paul Süß entstandene, historistische Gebäude wird durch seine aufwändige Klinkerfassade geprägt: oberhalb eines Natursteinsockels und eines verputzten Erdgeschoss schließt sich die gelbe Klinkerverkleidung an. Hervorgehoben sind die jeweils beiden äußeren Achsen als leicht vortretende Risalite mit einer Giebelbekrönung im Dachgeschoss. Ansonsten ist die Fassade gleichförmig aufgebaut: die gelben Klinkerbereiche zwischen den Öffnungen sind als Lisenen gestaltet, die oberhalb der Fenster des 2. Obergeschoss eine durchgehende Bogenreihung aus farbigem Klinker optisch stützen. Farbiger Klinker auch ungewöhnlich, aber gelungen eingesetzt in den Musterfeldern zwischen den Fensterstürzen des 1. Obergeschoss und den Sohlbänken des 2. Obergeschoss. Der Zugang befindet sich außermittig in der vierten Achse, ist eingezogen mit historistischer Haustür und hohem Oberlicht. Das mit einem durchgehenden Aufbau ausgebaute Dachgeschoss stellt eine nachträgliche Veränderung der ursprünglichen Einzelgaupen dar. Ganz rechts schließt sich seit 1909 das Eingangstor zum ehem. Fabrikgelände unmittelbar an die Hausfassade an. In Volumen und Gliederung handelt es sich um einen typischen Fabrikbau um 1900, der hier jedoch durch seine Fassadengestaltung deutlich aufgewertet wurde. Das Objekt besitzt bau- und wirtschaftsgeschichtliche Bedeutung. | 09228849 |
| Direkt Bild zu diesem Denkmal hochladen | Ehemalige Annaberger Täschnerwaren GmbH                                                                               | Hans-Witten-Straße 9 (Karte)                                    | um 1900                                       | baugeschichtliche und wirtschaftsgeschichtliche Bedeutung. Dieser dreigeschossige schlossartige Gebäudekomplex einer ehem. Fabrik zeichnet sich durch seine roten Klinkerfassaden über verputzten Erdgeschossen aus. Die Fassaden verfügen über reiches, für den Historismus typisches Baudekor in Form von profilierten Gewänden, Stuckreliefs, Konsolen, Scheitelsteinen und Kapitellen. Dazu kommen farbige Klinker bspw. oberhalb der Segmentbögen der Fenster oder zur Hervorhebung von Gebäudekanten. Besonders detailreich ist das Eckgebäude ausgeführt, bei dem die Ecke mit einem turmartigen Dachaufbau bekrönt ist. In dieser Achse auch ein Zugang mit zweiflügeliger, originaler Tür. Durch die unterschiedliche Fassadengestaltung der einzelnen Objekte lässt sich eine kontinuierliche Erweiterung der Anlage annehmen. Innerstädtische Industriebauten prägten mit ihren zum Teil aufwändig gestalteten Fassaden um 1900 die Stadtbilder von Annaberg und Buchholz, auch dieses Beispiel gehört dazu und besitzt bau- und wirtschaftsgeschichtliche Bedeutung. | 09229140 |
| Direkt Bild zu diesem Denkmal hochladen | Fabrikantenvilla mit Anbau (Produktionsgebäude)                                                                       | Hans-Witten-Straße 17 (Karte)                                   | 1885                                          | villenartiges Gebäude, erbaut für den örtlich tätigen Architekten und Baumeister Wilhelm Peschke, baugeschichtliche und wirtschaftsgeschichtliche Bedeutung, personengeschichtliche Relevanz. Repräsentatives, zweigeschossiges Wohnhaus mit aufwändiger Klinkerfassade in offener Bebauung. Dieses 1885 durch Wilhelm Peschke errichtete Objekt besteht aus einem Wohnhaus auf rechteckigem Grundriss (geplant für 3 Familien) mit einem langgestreckten Anbau (1887 Büro Peschke mit Modelllager, Bauschreiberei etc.). Beide Gebäudeteile besitzen eine gelbe Klinkerverkleidung, die durch den dekorativen Einsatz von rotem Klinker als Fries, Fensterumrandung oder zur Betonung der Gebäudeecken geprägt wird. Imposant die Giebelausbildung des Wohnhauses mit hohem Klinkerbogen in gelb-rot und anschließendem Werksteinmaßwerk im Giebeldreieck. Das Fenster hier in Anlehnung an das Palladiomotiv, jedoch mit spitzbogigem Mittelfenster. Das Gebäude wurde behutsam saniert, so dass die Details in ihrer authentischen Form zur Geltung kommen. Dieses qualitätvolle Gebäude besitzt bau- und wirtschaftsgeschichtliche Bedeutung sowie als Wohn- und Arbeitsstätte des renommiertesten Buchholzer Architekten personengeschichtliche Relevanz. | 09229139 |
| Direkt Bild zu diesem Denkmal hochladen | Mietshaus in geschlossener Bebauung                                                                                   | Hans-Witten-Straße 29 (Karte)                                   | bez. 1901                                     | baugeschichtliche und städtebauliche Bedeutung. Dreigeschossiges massives Mietshaus mit sechs Achsen in geschlossener Bebauung. Das 1901 entstandene Gebäude mit einer markanten, roten Klinkerfassade besitzt ein ungewöhnlich hohes Sockelgeschoss. Dieses mit Putznutung und rechteckigen Fenstern, hier auch der ebenerdige Hauseingang mit einer segmentbogigen Supraporte als Stuckrelief, bezeichnet „OS 1901“. Die drei Wohnetagen mit rechteckigen, im 3. Obergeschoss segmentbogigen Fenstern, bei denen jeweils der Entlastungsbogen dekorativ in farbigem Klinker ausgeführt ist, betonter Scheitelstein. Diese Belebung der Fassade mit farbigen Steinen ist für Annaberg-Buchholzer Mietshäuser typisch. Die beiden mittleren Achsen im Dachgeschoss zwerchhausartig mit Dreieckgiebel fortgesetzt, hier und unterhalb des Traufgesimses reicher Schmuck, v. a. in Form von Friesen, aus farbigen Klinkersteinen. Das schiefergedeckte Satteldach mit stehenden Gaupen. Dieses Mietshaus besitzt als markantes Gebäude der von historistischen Bauten geprägten Hans-Witten-Straße baugeschichtlichen Wert. | 09229138 |
| Direkt Bild zu diesem Denkmal hochladen | Ehemalige Posamentenfabrik                                                                                            | Hans-Witten-Straße 33 (Karte)                                   | 1895                                          | | 09229757 |
| Direkt Bild zu diesem Denkmal hochladen | Villa im Landhausstil                                                                                                 | Hans-Witten-Straße 41 (Karte)                                   | Um 1890, bezeichnet 1901                      | im Landhausstil, baugeschichtlich von Bedeutung. Eingeschossige, 1901 entstandene Villa für August Starke von Bruno Vogelsang (Schlettau) am östlichen Hang des Sehmatals. Das kleine, markante Gebäude wurde im Landhausstil errichtet: die Fassade aus rotem Klinkermauerwerk, die Gebäudeecken dabei als Eckrustika betont. Die Fenster rechteckig, mit schlichtem Gewände, tlw. kräftige Sohlbänke auf Zierkonsolen. Ein Mittelrisalit ist bis ins Dachgeschoss gezogen mit dreieckigem Giebel und prägt die Hauptansicht. Dieser im Giebeldreieck des Dachüberstandes mit Holzschnitzerei (bezeichnet „1901“) und dekorativen Enden der Sparren, was den ländlichen Charakter des Hauses unterstützt. Das Satteldach mit zwei stehenden Gaupen in der für Annaberg-Buchholz typischen Schieferdeckung. Diese kleine Villa passt sich in ihrer Gestaltung der naturnahen Umgebung an, sie besitzt architekturhistorischen Zeugniswert. | 09229127 |
| Direkt Bild zu diesem Denkmal hochladen | Villa mit Holzveranda                                                                                                 | Hans-Witten-Straße 43 (Karte)                                   | Um 1910                                       | Putzbau mit Holzveranda, baugeschichtliche Bedeutung. Eingeschossige, massive Villa am östlichen Sehmahang gegenüber dem Stadtzentrum von Buchholz. Dieses 1910 für den Färbereibesitzer Franz Blume durch Peschke entstandene Gebäude mit verputzter Fassade zeigt eine zeittypische Gestaltung mit breitem, durch das mächtige Mansarddach betonten Giebel, seitlichen Anbauten und einer hölzernen, schmuckvollen Veranda. Die talseitige Hauptansicht mit einem kleinen Erker und Fenstern mit verschiedenen Formaten, aber alle mit einer noch vom Jugendstil beeinflussten dekorativen Rahmung und kleinteiliger Sprossung der Oberlichter. Im Giebeldreieck ein stuckgerahmtes Ovalfenster. Das Mansarddach schiefergedeckt ohne Aufbauten, die Anbauten jeweils mit eigenen abgewalmten Mansarddächern. Zeitgleich entstand die aus einem Holzzaun auf einer Mauer bestehende Einfriedung, die in Teilen noch vorhanden ist. Diese weitgehend im authentischen Zustand erhaltene Villa ist dem ländlichen Charakter der Umgebung sehr gut angepasst. Ihre qualitätvolle Gestaltung zwischen Jugendstil und Heimatschutzstil macht sie zu einem schützenswerten Objekt von baugeschichtlichem Interesse. | 09229128 |
| Direkt Bild zu diesem Denkmal hochladen | Villa (Umgebinde und Holz)                                                                                            | Hans-Witten-Straße 53 (Karte)                                   | 1908                                          | malerische Holzarchitektur, errichtet für Buchdruckereibesitzer Friedrich Georg Seidel, baugeschichtliche Bedeutung und Fernwirkung. Zweigeschossige Villa am östlichen, dem Stadtzentrum von Buchholz gegenüberliegenden Hang des Sehmatals. Während sich das Gebäude in einer bewaldeten Umgebung abgeschieden am Ende der Erschließungsstraße befindet, ist es von der Stadtseite aus sehr gut einsehbar und hangprägend. Es wurde 1908 als „Interimist. Unterkunftshäuschen im Park“ errichtet. Es ist weitgehend in seiner urspr. Gestaltung erhalten, nur einige Änderungen wie bspw. die Umbauung der einst offenen Veranda erfolgten bei der intensiveren Nutzung des Hauses. Schon 1934 lebten hier drei Familien. Das Erdgeschoss ist mit einer Art Umgebindekonstruktion versehen, die anderen Fassadenflächen mit Holzverkleidung. So passt sich diese Villa sehr gut dem ländlichen Charakter des Standortes an. Das Gebäude auf rechteckigem Grundriss, das große Volumen jedoch durch Erker, Veranda und Anbauten belebt. Die Fenster dabei relativ klein ohne Teilung (nicht historisch), nur in den besonderen Räumen der Gebäudeecken größere Formate. Das steile Krüppelwalmdach mit einem talseitigen, von einem Türmchen bekrönten, mittleren Dachaufbau, der von – für Annaberg-Buchholz seltenen – Schleppgaupen flankiert wird. Diese dem Heimatschutzstil verbundene Villa besitzt Zeugniswert vor allem in baugeschichtlicher Hinsicht, aber auch städtebauliche Relevanz durch ihre Fernwirkung. | 09229146 |
| Direkt Bild zu diesem Denkmal hochladen | Stützmauer | Hutmachergasse                                                  | 18./19. Jahrhundert                           | | 09229133 |
| Direkt Bild zu diesem Denkmal hochladen | Wohnhaus in offener Bebauung                                                                                          | Hutmachergasse 11 (Karte)                                       | bez. 1846                                     | mit klassizistischem Türstock, baugeschichtlich von Bedeutung. Zweigeschossiger, schlichter Putzbau mit sechs Achsen in offener Bebauung. Der Zugang leicht außermittig mit einem klassizistischen Türstock (dieser bezeichnet „1846“) und vorgelagerten Stufen. Die Haustür zweiflügelig als Füllungstür mit separatem Oberlicht. Die Fenster rechteckig mit glatten Gewänden und T-Sprossung. Das Krüppelwalmdach schiefergedeckt mit profiliertem Traufgesims und einer stehenden Gaupe. Wenige Öffnungen in der Giebelseite. Dieses kleine, noch von ländlichen Formen gekennzeichnete Wohnhaus hat sich in seiner für die Entstehungszeit Mitte des 19. Jh. typischen Baugestalt erhalten und besitzt deshalb wissenschaftlich-dokumentarischen sowie baugeschichtlichen Wert. | 09229132 |
| Direkt Bild zu diesem Denkmal hochladen | Heilige Dreifaltigkeit                                                                                                | Karlsbader Straße (Karte)                                       | 16. Jahrhundert (?), 1638 erneuert, 1496–1497 | von geschichtlicher Bedeutung. Mauerreste der Begräbniskapelle „Heilige Dreifaltigkeit“, diese entstand vermutlich im 16. Jahrhundert, wurde 1638 erneuert und 1945 bei einem Bombenangriff zerstört, die bis zu drei Meter aufragenden, weitgehend unförmigen steinernen Überreste sind Spur eines für die Ortsgeschichte relevanten Sakralbaues von Alterswert. Er soll einen Flügelaltar beherbergt haben, der bis 1594 vermutlich in der Katharinenkirche gestanden hatte, zusammengesetzt aus einem Predellagemälde: Schweißtuch der Veronika- und einem Mittelschreinbild: sitzende Figur des Hl. Wolfgang – letzterer wohl auch Ursprung der Benennung des Baues als „Wolfgangskapelle“. Baugeschichtlich bedeutete der Bau wohl auch intakt nicht allzu viel. Steche erwähnt ihn 1885 als einschiffig mit Holzdecke und Dachreiter und „völlig architekturlos“, geschichtliche Relevanz. | 09221432 |
| Direkt Bild zu diesem Denkmal hochladen | Ehemalige Kartonagenfabrik Adler                                                                                      | Karlsbader Straße 1 (Karte)                                     | Um 1820                                       | Fabrikantenwohnhaus im Rundbogenstil, baugeschichtliche, personengeschichtliche und wirtschaftsgeschichtliche Bedeutung. Zweigeschossiges, massives Wohngebäude mit sieben zu sechs Achsen in halboffener Bebauung. Dieses um 1850 entstandene Gebäude zeichnet sich durch seine rundbogigen Öffnungen aus: Der Rundbogenstil ist ein für diese Zeit typischer deutscher Baustil und ein frühes Beispiel des Historismus. Auch hier ist die Fassade in schlichter, streng geordneter Form gegliedert: während im Erdgeschoss alle Fenster rundbogig sind, werden jeweils die mittleren Achsen der Ansichten durch rundbogige Fenster im Obergeschoss/Dachgeschoss hervorgehoben. In der Mittelachse der Straßenseite der Eingang mit einem profilierten Gewände und schöner, historistischer Tür mit rundbogigem Oberlicht. Ein weiterer Eingang in der Mittelachse der nördlichen Giebelseite, hier im Giebeldreieck ein sternförmiges Fenster. Das schiefergedeckte Satteldach mit profiliertem Traufgesims und vier Dachhäuschen. Beim Besitzer des Hauses Georg Adler handelt es sich um den Begründer der Buchholzer Kartonagenindustrie (1846). Damit hat dieses Objekt nicht nur wissenschaftlich-dokumentarischen und bauhistorischen Wert als ein für Annaberg-Buchholz seltenes Beispiel des Rundbogenstils, sondern besitzt außerdem personen- und wirtschaftsgeschichtliche Bedeutung. | 09229077 |
| Direkt Bild zu diesem Denkmal hochladen | Villa | Karlsbader Straße 3 (Karte)                                     | Um 1885                                       | baugeschichtliche Bedeutung, seit 2019 zugehörig zur Pufferzone des UNESCO-Welterbes »Montanregion Erzgebirge/Krušnohoři« Das zweigeschossige historistische Villengebäude, entstanden um 1885, zeichnet sich durch eine qualitätvolle Fassadengestaltung aus. Das verputzte Gebäude mit Bruchsteinsockel und einem zweiachsigen Mittelrisalit mit Dreieckgiebel. Die rechteckigen Fenster mit reichhaltigem Baudekor (großflächige Umrandungen mit Putznutung im EG, Zierkonsolen und mit Stuck verzierte Bekrönungen) sind achsenweise miteinander verbunden. Die Gebäudeecken durch Rustika betont; der Zugang erfolgt in einem südlichen, zurückgesetzten Gebäudeteil. Im schiefergedeckten Dach stehende, ebenfalls üppig dekorierte Gaupen. Diese für ihre Entstehungszeit typische historistische Villa besitzt aufgrund ihres authentischen Erhaltungszustandes wissenschaftlich-dokumentarischen Wert und baugeschichtliche Bedeutung. | 09229078 |
| Direkt Bild zu diesem Denkmal hochladen | Wohnhaus in offener Bebauung                                                                                          | Karlsbader Straße 8 (Karte)                                     | um 1840                                       | baugeschichtliche Bedeutung. Zweigeschossiges, massives Wohnhaus mit neun zu vier Achsen in offener Bebauung. Seine Baugestalt sowie der klassizistische Türstock verweisen auf eine Entstehungszeit im früheren 19. Jh. Der Zugang im verputzten Gebäude außermittig, die Fenster alle rechteckig mit glatten Gewänden bzw. aufgemalten Rahmungen, ohne Sprossenteilung. Das schiefergedeckte Krüppelwalmdach mit 4 leicht spitzbogigen Gaupen. Mit seinem langgestreckten Baukörper und der schlichten Fassade ist dieses Gebäude ein typisches Beispiel eines klassizistischen Wohngebäudes in Stadtrandlage. Es hat baugeschichtliche Bedeutung. | 09229082 |
| Direkt Bild zu diesem Denkmal hochladen | Hinterhaus auf der Katharinenstraße                                                                                   | Karlsbader Straße 13 (Karte)                                    | 2. Hälfte 19. Jahrhundert                     | klassizistische Fassade, baugeschichtliche und städtebauliche Bedeutung. Dreigeschossiges, massives Nebengebäude mit vier Achsen in geschlossener Bebauung. Während sich im Erdgeschoss aufgrund des Straßengefälles und unterschiedlicher Funktion vier verschieden große Öffnungen (Garage, Eingang, Fenster, Nebentür) befinden, zeichnen sich die Obergeschosse durch eine einheitliche Gestaltung aus. Segmentbogige Fensteröffnungen, die mit einer klassizistisch anmutenden Nutung versehene Putzfassade und der mittige Dachaufbau mit Dreieckgiebel prägen die Ansicht dieses Nebengebäudes. Die historischen Fenster einschl. der vorgehängten Winterfenster mit 6-teiliger Sprossung sind erhalten. Das schiefergedeckte Satteldach mit jeweils einer stehenden Gaupe neben dem Dachaufsatz. Dieser Anbau wurde 1907 mit der Nutzung als Laden im Erdgeschoss und Wohnen in den Obergeschossen errichtet. Zu diesem Zeitpunkt waren die Fassade des Haupthauses und des neuen Anbaus in gleicher Weise gestaltet: über einem Sockel die Putzrustika erst ab dem Obergeschoss, ein Zahnschnittfries unterhalb der Traufe über beiden Gebäudeteilen, davon ist heute nichts erhalten. Trotzdem besitzt das Gebäude baugeschichtliche und städtebauliche Bedeutung. | 09229121 |
| Direkt Bild zu diesem Denkmal hochladen | Adler-Apotheke | Karlsbader Straße 18 (Karte)                                    | Um 1885–1889, Kern wahrscheinlich älter       | schmuckvolle Haustür, baugeschichtliche und städtebauliche Bedeutung. Viergeschossiges, massives Wohn- und Geschäftshaus mit acht Achsen in geschlossener Bebauung. Eine Apotheke ist an diesem Standort seit 1819 belegt, das heutige Aussehen des Gebäudes stammt jedoch vorwiegend von 1889, als nach einer Teilzerstörung des Hauses durch Brand ein Wiederaufbau und eine Veränderung des Daches erfolgten. 1957 wurden im Erdgeschoss die beiden Läden miteinander verbunden und ein ehem. Zugang verschlossen. Das Erdgeschoss heute mit dekorativer Putznutung und segmentbogigen Öffnungen: links der Apothekenzugang, anschließend zwei breite und ein schmales Schaufenster (früherer Ladeneingang) sowie rechts der Hauseingang. Dieser mit einer schmuckvollen, zweiflügeligen Haustür. Oberhalb eines Gesimses Beginn der verputzten Obergeschoss-Fassade, die Fenster hier rechteckig mit einer für den Historismus typischen Gestaltung (profilierte Gewände, gerade Verdachungen, Zierkonsolen und kräftige Sohlbänke). Ein weiteres, schmales Gesims zum obersten, niedrigen Geschoss: dessen Fenster klein und mit ihren Stürzen in Traufhöhe, Schmuckdekor zwischen den Öffnungen. Die Traufe markant durch Zierkonsolen betont. Dieses in seiner Gestaltung typische Historismusgebäude hebt sich durch sein 4. Geschoss von der Umgebungsbebauung ab. Es ist Teil der von Gründerzeitbauten geprägten Buchholzer Innenstadt und besitzt baugeschichtliche und städtebauliche Bedeutung. | 09229079 |
| Direkt Bild zu diesem Denkmal hochladen | Mietshaus mit Laden, in Ecklage und geschlossener Bebauung                                                            | Karlsbader Straße 19 (Karte)                                    | 1. Hälfte 19. Jh.                             | mit Laden, baugeschichtliche und städtebauliche Bedeutung. 1885 wurde das ehem. „Gasthaus zum deutschen Haus“ durch den Posamentenfabrikanten Roscher umgebaut, um im Erdgeschoss für seine beiden Söhne eine Fleischerei und eine Bäckerei einzurichten. Die ungewöhnliche Ladengestaltung mit diamantartigen Aufsätzen auf kannelierten, die Öffnungen rahmenden Lisenen ist heute in großen Teilen erhalten. Eine wesentliche Änderung erfuhr das Gebäude 1904 beim Wiederaufbau nach einem Brand (Architekt: Peschke). Ein 2. Obergeschoss wurde ergänzt und das Dach neu errichtet, was sich unschwer an der Fassade ablesen lässt, ein Gesims zeigt den Wechsel der Entstehungszeiten an. Besonders betont ist seitdem die Gebäudeecke mit einem geschweiften, abgeknickten Jugendstil-Giebel. Zudem nur im 2. Obergeschoss die Fenster mit Stuckdekor, sonst einfachere Gewände, alle Fenster mit T-Sprossung. An der Gebäudeecke eine Kartusche bezeichnet „Geb. R“ (die Bauherren Gebrüder Roscher). Die Fassade des Gebäudes in Ecklage verputzt mit neun zu sechs Achsen, der Zugang außermittig, eingezogen und mit vorgelagerter Treppe sowie einer geraden Bekrönung der Öffnung. Das schiefergedeckte Satteldach mit stehenden Einzelgaupen. Dieses Mietshaus mit seiner markanten Eckgestaltung im Obergeschoss prägt den Stadtraum an der Einmündung der Marktstraße. Deutlich lassen sich die unterschiedlichen Bauphasen unterscheiden, da jeweils im Stil der Zeit gebaut wurde. Es besitzt somit sowohl baugeschichtliche als auch städtebauliche Bedeutung. | 09229083 |
| Direkt Bild zu diesem Denkmal hochladen | Wohn- und Geschäftshaus                                                                                               | Karlsbader Straße 20 (Karte)                                    | Um 1800                                       | | 09229080 |
| Direkt Bild zu diesem Denkmal hochladen | Wohn- und Geschäftshaus                                                                                               | Karlsbader Straße 22 (Karte)                                    | um 1870                                       | mit Laden, baugeschichtliche und städtebauliche Bedeutung. Dreigeschossiges, massives Mietshaus mit sieben Achsen in geschlossener Bebauung. Dieses um 1870 entstandene Gebäude zeichnet sich durch eine üppige Fassadengestaltung im Neorenaissancestil aus. Als Nutzung ist ab 1871 die Perlen-, Seiden- und Garnhandlung Haller & Berthold bekannt. Das Erdgeschoss mit kräftiger Putznutung, ganz links der Hauseingang mit historistischer Tür (schönes Gitter vor der Verglasung). In der dritten Achse der Zugang zum Laden, alle anderen Öffnungen des Erdgeschosses als Fenster. Die Fassade der Obergeschosse verputzt, gestalterisch sind die beiden jeweils äußeren Achsen hervorgehoben: hier reichlich Stuckdekor, Konsolen, Bekrönungen und ein Abschluss der Schmuckzone mit einem kräftigen Gebälk im Traufbereich. Die Achsen auch im Dachgeschoss betont durch je ein dekoriertes Dachhäuschen. Das schiefergedeckte Mansarddach mit Wohnnutzung. Dieses Mietshaus mit üppigem Dekor hebt sich von der umgebenden, wesentlich schlichter gestalteten Bebauung ab. Nahezu unverändert erhalten, besitzt es baugeschichtliche und städtebauliche Bedeutung für die von historistischen Bauten geprägten Buchholzer Innenstadt. | 09229081 |
| Direkt Bild zu diesem Denkmal hochladen | Mietshaus mit Laden, in geschlossener Bebauung                                                                        | Karlsbader Straße 29 (Karte)                                    | Um 1900                                       | | 09229095 |
| Direkt Bild zu diesem Denkmal hochladen | Mietshaus in Ecklage und geschlossener Bebauung                                                                       | Karlsbader Straße 30 (Karte)                                    | Bezeichnet mit 1887                           | mit Gaststätte, baugeschichtliche und städtebauliche Bedeutung (siehe auch Schlettauer Straße 1, Objekt 09229084). Dreigeschossiges, 1887 errichtetes Mietshaus mit fünf Achsen in halboffener Bebauung. Das Erdgeschoss des Hauses wird von einer Gaststätte genutzt, dafür der Zugang und drei Fenster in ungewöhnlicher Gestaltung. Aber auch bauliche Reste der historistischen Ladengestaltung sind noch vorhanden: so u. a. die schmalen, dekorativen Stege, die einst die Öffnungen trennten und an einem über die Fassadenbreite reichenden, profilierten Gebälk enden. Außerdem ganz links an der Gebäudeecke eine Wandvorlage mit Kapitell als seitlicher Abschluss der Erdgeschoss-Fassadengestaltung. Die beiden linken Achsen treten in allen Geschossen etwas aus der Flucht hervor. Die Fenster hier im 1. Obergeschoss mit segmentbogiger Bekrönung, die anderen dieses Geschosses mit dreieckigen, alle mit üppigem Stuckdekor unterhalb der Sohlbänke. Die Fenster des 2. Obergeschoss schlichter mit gerader Verdachung und kräftiger Sohlbank auf Zierkonsolen. Gliederung und Gestaltung der Fassade entsprechen der des benachbarten Hauses (Schlettauer Straße 1). Beide Gebäude sind einheitlich entstanden und bilden die Platzecke unterhalb der Katharinenkirche und die Einmündung der Karlsbader Straße. Nachträglich wurde das Dach verändert. Das typische, historistische Mietshaus auf der Hauptgeschäftsstraße von Buchholz mit seiner urspr. aufwändigen Erdgeschoss-Gliederung besitzt städtebauliche Bedeutung, aber auch baugeschichtliche Relevanz. | 09229085 |
| Direkt Bild zu diesem Denkmal hochladen | Mietshaus in geschlossener Bebauung                                                                                   | Karlsbader Straße 31 (Karte)                                    | Um 1900                                       | | 09229096 |
| Direkt Bild zu diesem Denkmal hochladen | Wohnhaus in halboffener Bebauung                                                                                      | Karlsbader Straße 32 (Karte)                                    | Bezeichnet mit 1790                           | | 09228804 |
| Direkt Bild zu diesem Denkmal hochladen | Mietshaus in geschlossener Bebauung                                                                                   | Karlsbader Straße 33 (Karte)                                    | bez. 1906                                     | mit Laden, baugeschichtliche Bedeutung. Dreigeschossiges, 1906 errichtetes Mietshaus mit Ladeneinbau in halboffener Bebauung. Das Erdgeschoss des verputzten Gebäudes mit Putznutung und großen Schaufensteröffnungen, der Zugang zum Haus außermittig in der durch den Erker in den Obergeschossen betonten Achse. An die Schaufensterzone schließt sich ein mit genutetem Putzdekor versehener gebälkartiger Bereich an, bevor die farbig abgesetzte Obergeschossfassade beginnt. Blickfang hier der Erker und die breiten segmentbogenförmigen Fenster in der linken Achse, die Fenster sonst rechteckig, im 2. Obergeschoss mit schlichtem Dekor. Das schiefergedeckte Satteldach mit Dachhäuschen, die Erkerachse auch hier durch einen Dachaufsatz mit kleiner Turmspitze fortgesetzt. Im Giebeldreieck die Bezeichnung „K 1906“. Das nach der Jahrhundertwende entstandene Gebäude auf der Hauptgeschäftsstraße von Buchholz zeigt in seiner zurückhaltenden Gestaltung einen Übergang vom Historismus zum Reformstil und besitzt baugeschichtliche Bedeutung. | 09229097 |
| Direkt Bild zu diesem Denkmal hochladen | Mietshaus in ehemals geschlossener Bebauung                                                                           | Karlsbader Straße 40 (Karte)                                    | Um 1890                                       | | 09229110 |
| Direkt Bild zu diesem Denkmal hochladen | Mietshaus in geschlossener Bebauung                                                                                   | Karlsbader Straße 42 (Karte)                                    | Um 1890                                       | | 09229111 |
| Direkt Bild zu diesem Denkmal hochladen | Mietshaus in geschlossener Bebauung                                                                                   | Karlsbader Straße 43 (Karte)                                    | Um 1890                                       | | 09229112 |
| Direkt Bild zu diesem Denkmal hochladen | Zwei zusammenhängend gestaltete Wohn- und Geschäftshäuser                                                             | Karlsbader Straße 45, 47 (Karte)                                | bez. 1890                                     | zusammenhängend gestaltetes Doppelmietshaus mit Ladenzone, baugeschichtliche und städtebauliche Bedeutung. Zwei zusammenhängend gestaltete Mietshäuser, die mit ihren insgesamt 16 Achsen den Straßenraum an der Aufweitung der Karlsbader Straße bei der Einmündung der Hutmachergasse prägen. Diese 1890 errichteten Gebäude zeichnen sich u. a. durch die repräsentative Gestaltung der Erdgeschosse aus: hier jeweils mittig der Hauseingang, flankiert von den Zugängen für die Läden links und rechts. Die drei Öffnungen in der Fassade zurückgesetzt und durch eine Dreierbogenstellung mit zwei Säulen betont (Die Säulen als spätere Veränderung, urspr. Pfeiler.) Die seitlichen Schaufenster in der von kräftiger Rustizierung der verputzten Oberfläche geprägten Fassade mit korbbogigem Schluss. Die Gestaltung der beiden Obergeschosse in der für den Historismus in Annaberg-Buchholz typischen Weise in gelbem Klinker mit dekorativen Sandsteinelementen und andersfarbigem Klinker als schmuckvollen Kontrast. Die Gestaltung der jeweils vier mittleren Achsen an beiden Gebäuden ist jedoch herausragend: besonders die farbigen Muster unterhalb der Fenster des 2. Obergeschoss sowie oberhalb dieser zwischen den betonten Scheitelsteinen. In ähnlicher Weise ist auch ein Fries unterhalb des Traufgesimses ausgeführt. Die Mittelachse durch je ein dekoratives Dachhäuschen betont. Diese ehemals sehr reich verzierten Dachhäuschen mit Aufsatz wurden zurückgebaut und 1983 die dazwischenliegenden Einzelgaupen zugunsten des durchgehenden Dachaufbaus entfernt. Diese Maßnahme war eine städtebauliche Forderung der Zeit zum Wegfall von Dachschrägen in den Dachgeschoss-Wohnungen und betraf mehrere Häuser. Trotz dieses massiven Eingriffes ist dieses Doppelmietshaus auf der Hauptgeschäftsstraße von Buchholz in seiner Qualität außergewöhnlich und besitzt sowohl städtebauliche als auch baugeschichtliche Bedeutung. | 09229109 |
| Direkt Bild zu diesem Denkmal hochladen | Klassizistischer Türstock eines Wohnhauses                                                                            | Karlsbader Straße 51 (Karte)                                    | Bezeichnet mit 1845                           | | 09229101 |
| Direkt Bild zu diesem Denkmal hochladen | Mietshaus in geschlossener Bebauung                                                                                   | Karlsbader Straße 58 (Karte)                                    | Um 1895                                       | mit Laden, baugeschichtliche und städtebauliche Bedeutung. Dreigeschossiges, um 1895 auf breiter Parzelle errichtetes Mietshaus mit neun Achsen in geschlossener Bebauung. Das Gebäude zeichnet sich durch seine repräsentative Fassade mit für die Zeit des Historismus in Annaberg-Buchholz typischen Gestaltungsmitteln aus. Das Erdgeschoss mit kräftiger Rustizierung der verputzten Oberfläche auf den Wandpfeilern zwischen den Schaufenstern. Der Hauszugang auf der rechten Seite relativ schlicht mit einer rechteckigen Öffnung. Die beiden Obergeschosse mit gelber Klinkerverkleidung und dekorativen Sandsteinelementen in Form von Gewänden, Sohlbänken, Zierkonsolen und Bekrönungen. Ihren Charakter erhält die Fassade jedoch vor allem durch die Ausbildung der zwei Erker, diese aus Sandstein mit üppiger Gestaltung. Die von ihnen betonte Achse auch im Dachgeschoss durch ein reich verziertes Dachhäuschen mit Segmentbogengiebel fortgesetzt. Dekorativ ebenfalls der aus Zierkonsolen bestehende Fries unterhalb der Traufe. Das Satteldach mit Einzelgaupen, die sich durch ihre spitzen Verdachungen auszeichnen. Dieses historistische Mietshaus auf der Hauptgeschäftsstraße von Buchholz besitzt eine hohe Qualität und ist städtebaulich und baugeschichtlich von Bedeutung. | 09229098 |
| Direkt Bild zu diesem Denkmal hochladen | Mietshaus in halboffener Bebauung                                                                                     | Karlsbader Straße 59 (Karte)                                    | Um 1885                                       | | 09229102 |
| Direkt Bild zu diesem Denkmal hochladen | Mietshaus in geschlossener Bebauung                                                                                   | Karlsbader Straße 60 (Karte)                                    | um 1900                                       | mit Laden, baugeschichtliche und städtebauliche Bedeutung. Dreigeschossiges, nach 1900 errichtetes Mietshaus mit acht Achsen in geschlossener Bebauung. Die Fassade mit zurückhaltender Jugendstilgestaltung ist symmetrisch aufgebaut. In der Mittelachse der Hauseingang leicht zurückgesetzt mit zwei vorgelagerten Stufen, die Öffnung korbbogig mit der originalen, zweiflügeligen Jugendstiltür. Seitlich die rundbogigen Zugänge zu den Läden und anschließend die großen, korbbogigen Schaufensteröffnungen. Das Erdgeschoss mit rustizierter Fassade und hervorgehobenen Scheitelsteinen der Öffnungen. Nachträglich und wenig passend die Ausführung der Sockelzone in granitartigem Material. Die Obergeschosse mit gelber Klinkerverkleidung, die beiden mittleren Achsen als Risalit leicht hervortretend und sich als Zwerchhaus im Dachgeschoss fortsetzend. Hier ein Dreieckgiebel und die Ausbildung eines großen, rundbogigen Fensters. Die anderen Fenster mit T-Sprossung und dekorativen Sandsteinrahmungen in Jugendstildekor. Das schiefergedeckte Satteldach mit den typischen stehenden Gaupen und Dachhäuschen. In der Zonierung (Putz im Erdgeschoss, gelber Klinker im Obergeschoss) folgt das Gebäude dem großen Teil der die Innenstädte von Annaberg und Buchholz ausmachenden Bebauung. Während dabei historistische Gestaltungen überwiegen, zeigt dieses Mietshaus auch einfache Jugendstilelemente. Als Bestandteil der Hauptgeschäftsstraße von Buchholz besitzt es städtebauliche und baugeschichtliche Bedeutung. | 09229099 |
| Direkt Bild zu diesem Denkmal hochladen | Wohnhaus in offener Bebauung                                                                                          | Karlsbader Straße 65 (Karte)                                    | Bezeichnet mit 1844                           | | 09229104 |
| Direkt Bild zu diesem Denkmal hochladen | Tür | Karlsbader Straße 66 (Karte)                                    | Um 1890                                       | | 09229100 |
| Direkt Bild zu diesem Denkmal hochladen | Wohnhaus in halboffener Bebauung                                                                                      | Karlsbader Straße 78 (Karte)                                    | Um 1800                                       | | 09229103 |
| Direkt Bild zu diesem Denkmal hochladen | Mietshaus in geschlossener Bebauung                                                                                   | Karlsbader Straße 83 (Karte)                                    | Um 1885                                       | | 09229144 |
| Direkt Bild zu diesem Denkmal hochladen | Mietshaus in geschlossener Bebauung                                                                                   | Karlsbader Straße 85 (Karte)                                    | Um 1900                                       | | 09229143 |
| Direkt Bild zu diesem Denkmal hochladen | Mietshaus in halboffener Bebauung                                                                                     | Karlsbader Straße 87 (Karte)                                    | Um 1900                                       | | 09229142 |
| Direkt Bild zu diesem Denkmal hochladen | Mietshaus in Ecklage und geschlossener Bebauung                                                                       | Karlsbader Straße 88 (Karte)                                    | Um 1890                                       | | 09229150 |
| Direkt Bild zu diesem Denkmal hochladen | Mietshaus in Ecklage und halboffener Bebauung                                                                         | Karlsbader Straße 90 (Karte)                                    | Bezeichnet mit 1893                           | | 09229105 |
| Direkt Bild zu diesem Denkmal hochladen | Mietshaus in offener Bebauung                                                                                         | Katharinenstraße 9 (Karte)                                      | Um 1885                                       | | 09229059 |
|                                         | Wohnhaus in offener Bebauung                                                                                          | Katharinenstraße 26 (Karte)                                     | 1. Hälfte 19. Jahrhundert                     | baugeschichtliche Bedeutung. Eingeschossiges Wohnhaus aus der 1. Hälfte des 19. Jh. in offener Bebauung mit Mittenbetonung und abgewalmtem Mansarddach. Der Hauseingang in der verputzten Fassade leicht außermittig mit korbbogigem Türstock. Die Fenster im Erdgeschoss auch auf der Giebelseite rechteckig mit achtteiliger Sprossung. Der erhöhte Mittelteil wird von einem Dreieckgiebel mit Rundfenster bekrönt. Das schiefergedeckte Mansarddach mit kleinen stehenden Gaupen. Auf der östlichen Giebelseite wurde nachträglich ein Werkstattanbau zugefügt. Dieses Wohnhaus hat viel von seiner ursprünglichen Baugestalt vom Beginn des 19. Jh. bewahrt. Als Beispiel städtischen Wohnens zu dieser Zeit besitzt es baugeschichtliche Bedeutung. | 09229060 |
| Direkt Bild zu diesem Denkmal hochladen | Repräsentative Mietvilla                                                                                              | Lange Gasse 1 (Karte)                                           | bez. 1878                                     | repräsentatives Gebäude, neogotische Elemente, erbaut für den Politiker Gustav Slesina, baugeschichtliche Bedeutung. Repräsentatives, 1878 errichtetes Gebäude in offener Bebauung an der Einmündung der Langen Gasse in die Karlsbader Straße. Das Haus wurde als Wohn- und Geschäftshaus errichtet und besitzt zur Straße (Hangseite) zwei Etagen, während es aufgrund des starken Geländegefälles auf der Talseite vier Etagen aufweist. Das Sockelgeschoss zur Langen Gasse ist porphyrverkleidet mit paarigen Fensteröffnungen, ansonsten ist die Fassade verputzt, die Gebäudeecken durch Porphyrrustika betont. Im Gebäudeversatz auf der Nordwestseite befinden sich die beiden aufwändig gestalteten Zugänge zum Haus: Säulen tragen Dreipässe, die die Türöffnungen bekrönen, die originalen Türen zweiflügelig mit großer Detailvielfalt. Markant ist die reiche Gestaltung der Fassaden des Gebäudes: die Fenster sind jeweils achsenweise durch die Verwendung von Sandstein als Rahmung und auffälligem Dekor miteinander verbunden. Die größte Gestaltungsvielfalt findet sich in den Giebelfeldern mit spitzbogigen Blendarkaden, in die die Fenster integriert sind. Das aus aneinandergesetzten, schiefergedeckten Satteldächern bestehende Dach mit großem Dachüberstand und verzierter Holzkonstruktion. Vorherrschend bei diesem für Annaberg-Buchholz einmaligen Gebäude sind Anklänge an die Gotik, aber auch andere Stile werden aufgegriffen, so dass ein eklektizistisches Bild von starkem Detailreichtum entsteht. Dieses Gebäude mit seiner Ausstattung wie bspw. den Eingangstüren besitzt Seltenheitswert und baugeschichtliche Bedeutung. | 09229106 |
| Direkt Bild zu diesem Denkmal hochladen | Wiederaufbau-Haus | Marktstraße 1 (Karte)                                           | 1955, zum Teil älter                          | Wiederaufbau-Haus nach Bombenzerstörung 1954/55, aufwendiges barockisierendes Portal, baugeschichtliche und ortsgeschichtliche Bedeutung, Seltenheitswert. Bei diesem Gebäude handelt es sich heute um ein schlichtes, zweigeschossiges, traufständiges Wohnhaus mit sechs Achsen und Satteldach mit stehenden Gaupen. Einziges markantes Gestaltungselement ist das fast mittig angeordnete Portal. Dieses Bauteil mit verzierten Pfeilern, Korbbogenöffnung mit betontem Scheitelstein und oberhalb des Gebälks einem separaten Oberlicht mit seitlichem Schneckendekor. Woher das nicht zu diesem Standort gehörende, historische Portal stammt, ist nicht bekannt. Das Portal ist mit an Sicherheit grenzender Wahrscheinlichkeit kein historisches Portal, sondern stammt aus der Wiederaufbauzeit 1955 und ist ein typischer Entwurf dieser Zeit, noch beeinflusst vom Stil der Nationalen Bautradition der frühen DDR-Jahre. Interessant die Inschrift „Dieses Haus wurde am Ende des unglückseligen 2. Weltkrieges Anno 1945 durch Bomben zerstört. Im fünften Jahre des ersten Fünfjahrplanes wurde es im friedlichen Aufbau wieder aufgebaut.“ Ursprünglich hatte hier ein dreigeschossiges Haus mit Mansarddach gestanden, in dessen rückwärtigen Grundstück sich die 1847 gegründete Posamentenfabrik Fritz Langer befand. Das Gebäude diente hauptsächlich für diese als Kontorhaus. Im Zweiten Weltkrieg wurde das Haus weitgehend zerstört, nur einige Außenwände und ein Teil der Kellerwände blieben bestehen. Der damalige Besitzer versuchte seit 1946 erfolglos, eine Genehmigung für den Wiederaufbau zu erhalten. Da dieser spätestens seit Anfang der 1950er Jahre in Westdeutschland wohnte, übernahm die Stadt die Verwaltung des Grundstückes und ordnete den Wiederaufbau als Wohnhaus mit mittigem Treppenhaus an. Obwohl das Gebäude allein durch seine Gestaltung nicht als Einzeldenkmal einzustufen wäre, besitzt es doch aufgrund seiner Geschichte bau- und ortsgeschichtliche Bedeutung. Als unverändert erhaltenes Beispiel einer Wiederaufbaumaßnahme hat es für Annaberg-Buchholz Seltenheitswert. | 09229120 |
| Direkt Bild zu diesem Denkmal hochladen | Platzgestaltung mit Stützmauern                                                                                       | Rathausplatz (Karte)                                            | um 1900                                       | Platzgestaltung mit Stützmauern, Treppe, Pflasterung und Baumreihen aus Winter-Linden, ortsgeschichtliche und städtebauliche Bedeutung. Platzgestaltung vor dem Rathaus, wofür das hängige Gelände durch talseitige Stützmauern (Bruchstein) abgefangen wurde, so dass eine ebene Fläche entstand. Diese in Felder mit unterschiedlicher Pflasterung unterteilt. Am Rand schmale Grünstreifen mit Sitzbänken und Baumreihen aus Winter-Linden. Diese Gestaltung des Buchholzer Rathausplatzes ist für die Ortsgeschichte von Interesse und besitzt städtebauliche Bedeutung. | 09229119 |
| Weitere Bilder                          | Denkmal Friedrich des Weisen                                                                                          | Rathausplatz (Karte)                                            | bez. 1901                                     | kunsthistorische und ortsgeschichtliche Bedeutung Anlässlich des 400jährigen Jubiläums der Verleihung der Stadtrechte ließ die Buchholzer Bürgerschaft 1901 dieses im Ensemble mit dem im gleichen Jahr entstandenen Rathaus stehende Denkmal errichten. Es zeigt als Bronze-Standbild auf breitem Stufensockel und hohem Postament den Stadtgründer Friedrich den Weisen in zeitgenössischer Tracht mit Klappmütze und Hermelinmantel, in der linken Hand die Bibel haltend, in der rechten das Kurschwert. Es ist eines der ersten Werke des Dresdner Bildhauers August Schreitmüller. Das Denkmal besitzt kunsthistorische und ortsgeschichtliche Bedeutung. | 09229116 |
| Weitere Bilder                          | Ehemaliges Rathaus von Buchholz                                                                                       | Rathausplatz 1 (Karte)                                          | 1841, bez. 1900, im Kern älter                | stattlicher Putzbau mit Dachreiter, baugeschichtliche und ortsgeschichtliche sowie städtebauliche Bedeutung. Ab 1841 befand sich die Stadtverwaltung an diesem Standort, dem Grundstück des ehem. Bergamtes im sogenannten Kurfürstenhaus. Dieses wurde bis 1901 von Friedrich Wilhelm Peschke (wichtigster, stadtbildprägender Architekt Buchholz) in den Formen der Neorenaissance umgebaut. Dabei wurde v. a. ein Stockwerk hinzugefügt sowie der zweigeschossige Ziergiebel mit dem mächtigen Dachreiter geschaffen. Dieses repräsentative Gebäude trug der gewachsenen Bedeutung Buchholz als Industriestadt mit einem höheren Geltungsbedürfnis und damit auch Verwaltungsaufwand Rechnung. Das dreigeschossige Verwaltungsgebäude zeigt in den unteren beiden Geschossen eine Rustika, die die schlichten Fensteröffnungen betont. Zwei segmentbogige Eingänge im Erdgeschoss, davon einer gestalterisch mit einem Portal aus Bossenmauerwerk, mit zwei Halbsäulen und zwei schmalen flankierenden Fenstern hervorgehoben. Der betonte Scheitelstein mit Relief und Bezeichnet „1900“. Das 2. Obergeschoss und da vor allem der zweigeschossige Ziergiebel mit reicher Fassadengliederung. Über diesem mittleren Teil mit Uhrerker erhebt sich das schiefergedeckte Zeltdach, darauf der Dachreiter mit Laterne und geschweifter Haube. Mit dem Zusammenschluss von Annaberg und Buchholz verlor das Gebäude seine eigentliche Funktion und dient seitdem als Verwaltungsgebäude. Es ist sowohl aus bau- und ortsgeschichtlicher Sicht als auch städtebaulich von Bedeutung. | 09229115 |
| Direkt Bild zu diesem Denkmal hochladen | Wohnhaus in geschlossener Bebauung                                                                                    | Rathausplatz 2 (Karte)                                          | 1. Hälfte 19. Jahrhundert (1905, Kern älter)  | baugeschichtliche und städtebauliche Bedeutung. Dreigeschossiges, massives Wohnhaus mit sieben Achsen in geschlossener Bebauung. Dieses Gebäude existiert seit mindestens der 1. Hälfte des 19. Jh. und war als zweigeschossiges Wohnhaus zur Bau- und Maschinenschlosserei Leibelt bekannt. Seine heutiges Aussehen erhielt es 1905 durch den Um- und Ausbau zur Erweiterung der Kontor- und Lagerräume der benachbarten Posamentenfabrik Langer & Co. Für die Baumaßnahmen war der Architekt W. Peschke verantwortlich, der das Rathaus nebenan umgebaut hatte. An dessen Fassadengestaltung wurde auch das Aussehen dieses Wohnhauses mit der Ausbildung von Rustika in allen Geschossen angelehnt. Das Gebäude erhielt außerdem ein zweites Obergeschoss und ein Mansarddach, beide Räume ohne Trennwände als Lagerflächen bzw. Fabrikationsraum. 1933 wurde das 2. Obergeschoss zu zwei Wohnungen verändert. Das im Zweiten Weltkrieg zerstörte Dach wurde 1946 erneuert, allerdings in der heutigen Form als Satteldach, der Einbau der Garage auf der rechten Seite des Erdgeschosses erfolgte 1948. Dieses Gebäude wird heute wieder als Wohnhaus genutzt, der Zugang mittig mit historistischer, einflügeliger Haustür mit hohem Oberlicht. Die Fenster mit glatten Natursteingewänden, die Teilung nicht denkmalgerecht. An der Fassade verweist ein Gesims zwischen 1. und 2. Obergeschoss auf das nachträgliche Aufsetzen des oberen Stockwerkes. Das Wohnhaus, mit seiner zwischenzeitlichen Nutzung als Kontor, Fabrik und Lager besitzt bau- und wirtschaftsgeschichtliche sowie städtebauliche Bedeutung. | 09229072 |
| Direkt Bild zu diesem Denkmal hochladen | Mietvilla | Schlachthofstraße                                               | Um 1900                                       | baugeschichtliche und wirtschaftsgeschichtliche Bedeutung. Zweigeschossige, massive Fabrikantenvilla (ehem. Schlachthofareal, später TRAWA Textil-Veredelungswerk Buchholz). Diese Industrieanlage besaß einen direkten Gleisanschluss, die Bahnlinie verläuft unmittelbar hinter dem Wohnhaus. Dieses wurde wohl kurz nach 1900 errichtet und zeigt eine mit rotem Klinker verkleidete Fassade. Kontrastreich setzt sich davon das helle Baudekor ab, dieses in Form von Fenstergewänden, Sohlbänke und horizontalen, das Gebäude umfassenden Bändern. Die Fenster in verschiedener Gestaltung und Größe. Das Treppenhaus in einem aus der Gebäudeflucht mittig hervortretenden Bauteil mit großem Fenster und Ätzglas. Im seitlich entstehenden Rücksprung der Hauseingang von einem hölzernen Vorbau geschützt. Markant ist die Gestaltung der Giebelflächen mit dunklem Zierfachwerk auf hellem Grund, die Balkenköpfe dekorativ überstehend. Die schiefergedeckten Satteldächer mit einem kleinen Krüppelwalm. Das Gestaltungsmittel Fachwerk in dieser Form wurde bei Gebäuden des frühen 20. Jh. gern verwendet und ordnet die ehem. Fabrikantenvilla zwischen Jugendstil und Heimatschutzstil ein. Sie besitzt nicht nur baugeschichtliche Bedeutung, sondern ist als Teil der Fabrikanlage auch wirtschaftsgeschichtlich relevant. | 09229046 |
| Direkt Bild zu diesem Denkmal hochladen | Mietshaus in offener Bebauung                                                                                         | Schlachthofstraße 4 (Karte)                                     |                                               | | 09229047 |
| Direkt Bild zu diesem Denkmal hochladen | Wohnhaus in offener Bebauung                                                                                          | Schlachthofstraße 7 (Karte)                                     | 1925                                          | Blockhaus System Höntsch, baugeschichtliche Bedeutung, Seltenheitswert. Kleines, eingeschossiges Wohnhaus in Holzbauweise in offener Bebauung des ehemaligen Schlachthofareals. Dieses Gebäude wurde 1925 für den Besitzer der hier angesiedelten Färberei (TRAWA Textil-Veredelungswerk GmbH, Färberei u. Mercerisier-Anstalt) errichtet. Es handelt sich um ein Einfamilienhaus in Nutsäulenbauart der Dresdner Firma Höntsch. Diese Häuser wurden im Werk vorgefertigt und dann am geplanten Standort auf vorbereiteten Fundamenten zusammengebaut. Dieses Gebäude wurde auf einem massiven Sockelgeschoss aus Bruchstein erbaut. Das Erdgeschoss mit je zwei Fenstern pro Seite; in alle Richtungen sind im Dachgeschoss Giebel ausgebildet. Die Giebelflächen mit Holzschindelverkleidung und großem Dachüberstand, das Stirnbrett verziert. Für Annaberg-Buchholz ungewöhnlich ist die Wahl einer roten Bitumenschindel- bzw. Blechdeckung (da hier nahezu ausschließlich Naturschiefer zum Einsatz kommt). Dieses Beispiel hat sich in seinem ursprünglichen Erscheinungsbild einschließlich der Fensterläden, Verkleidungen etc. erhalten. Ein seitlicher Anbau scheint nicht zum regulären Bauumfang zu gehören. Dieses Holzhaus besitzt baugeschichtliche Bedeutung und Seltenheitswert, da es sich um das einzige bekannte vorgefertigte Gebäude dieser Art in Annaberg-Buchholz handelt. | 09305101 |
| Direkt Bild zu diesem Denkmal hochladen | Mietshaus in Ecklage und geschlossener Bebauung                                                                       | Schlettauer Straße 1 (Karte)                                    | Bezeichnet mit 1887                           | mit Gaststätte, baugeschichtliche und städtebauliche Bedeutung (siehe auch Karlsbader Straße 30, Objekt 09229085). Dreigeschossiges, 1887 errichtetes Mietshaus in Ecklage und geschlossener Bebauung. Dieses verputzte Gebäude ist in der für den Historismus in Annaberg-Buchholz typischen Weise gestaltet. Eine Besonderheit ist jedoch die Erschließung: aufgrund des starken Straßengefälles ist das Erdgeschoss nur zur Karlsbader Straße ausgebildet, ein Ladenzugang auf der Ecke. Das Wohnhaus selbst besitzt seinen Eingang in der rechten Achse der Ansicht Schlettauer Straße im 1. Obergeschoss. Der Zugang ist weit in die Fassade eingezogen mit vorgelagerter Treppe, die den Niveauunterschied von der Straße zum 1. Obergeschoss ausgleicht. Die Öffnung durch eine segmentbogenförmige Bekrönung mit Stuckfeld betont. In der gleichen Weise sind auch die drei Achsen, die die abgeschrägte Gebäudeecke bilden gestaltet. Ansonsten im 1. Obergeschoss dreieckige Verdachungen, im 2. Obergeschoss gerade, alle Fenster mit kräftigen Sohlbänken und Zierkonsolen, T-Sprossung. Die Fassade des Eckbereiches ist mit drei Achsen bis ins Dachgeschoss fortgeführt und besitzt ein steiles Dach. Dieses Miethaus und das Haus Karlsbader Straße 30 sind einheitlich entstanden und bilden die Platzecke unterhalb der Katharinenkirche und die Einmündung der Karlsbader Straße. Das Mietshaus ist Teil der die Innenstadt von Buchholz prägenden, vorwiegend historistischen Bebauung. Es besitzt städtebauliche Bedeutung, aber auch baugeschichtliche Relevanz. | 09229084 |
|                                         | Freiwillige Feuerwehr Buchholz                                                                                        | Schlettauer Straße 3 (Karte)                                    | Um 1935                                       | baugeschichtliche und ortsgeschichtliche Bedeutung. Langgestrecktes Feuerwehrhaus mit fünf Toreinfahrten auf der Längsseite in offener Bebauung und unmittelbarer Nachbarschaft zur Katharinenkirche. Das hohe Sockelgeschoss mit den großen Einfahrten und den leicht spitzbogigen Fenstern auf der Schmalseite besteht aus Bruchstein und ist das markanteste Element dieses in den 1930er Jahren entstandenen Gebäudes. Die Tore nicht alle urspr., da bspw. 2009 ein fünftes Tor für eine weitere Garage eingebaut wurde. Das Obergeschoss verputzt, auf der einen Seite (Ostseite) zeigt die Fassade mit großen Fenstern die Nutzung des Obergeschoss als Turnhalle an. Auf der Westseite zweigeschossige Fenstergliederung mit einfachen Öffnungen für Nebenfunktionen in zwei Etagen, hier zwei bogenförmige Zugänge zum Obergeschoss. Dieses diente lange Zeit als Turnhalle für die benachbarte Schule, wurde aber 2003/04 zum „Multifunktionalen Zentrum“ umgebaut. Das Gebäude mit seiner für die Bauzeit in den 1930er Jahren typischen bewussten Verwendung großer Bruchsteinflächen an den Fassaden besitzt baugeschichtliche Bedeutung und aufgrund seiner Nutzung als Feuerwehrhaus und Turnhalle ebenfalls ortsgeschichtliche Relevanz. | 09229063 |
|                                         | Mietshaus in Ecklage und offener Bebauung                                                                             | Schlettauer Straße 6 (Karte)                                    |                                               | | 09229065 |
| Weitere Bilder                          | Pestalozzischule | Schlettauer Straße 7 (Karte)                                    | Vor 1837 und um 1900 (bez. 1883)              | baugeschichtliche und kulturgeschichtliche Bedeutung. Dreigeschossiges massives Schulgebäude, zum Teil in Renaissanceformen, mit hohem Sockelgeschoss auf annähernd U-förmigem Grundriss in offener Bebauung am Hang der Buchholzer Innenstadt. Aufgrund des starken Gefälles steht das Haus auf einem niveauausgleichenden, podestartigen Plateau mit Bruchsteinmauern. Das Gebäude ist verputzt und wird von Gesimsen zwischen den Etagen strukturiert. Die Fenster meist segmentbogig mit kreuzförmiger Sprossung. Im Seitenflügel zur Schlettauer Straße zeigen hohe, dekorierte Rundbogenfenster eine Saalnutzung an, während der gegenüberliegende Seitenflügel in diesem Bereich nicht nur drei-, sondern viergeschossig ausgebildet ist. Zur Hangseite (Hof) sind mehrere Anbauten ergänzt. Dieses Gebäude der seit 1837 existierenden Schule wurde 1883 eingeweiht und war vom renommierten Buchholzer Architekten Peschke errichtet worden. Verschiedene Anbauten wie der Südflügel folgten 1893/94. Seit 1927 Bezeichnung Pestalozzischule, 1944/45 Reservelazarett. Der für seine Entstehungszeit typische Schulbau besitzt bau- und kulturgeschichtliche Bedeutung. | 09229062 |
| Direkt Bild zu diesem Denkmal hochladen | Wohnhaus mit Heiste, in halboffener Bebauung                                                                          | Schlettauer Straße 20 (Karte)                                   |                                               | | 09229086 |
| Direkt Bild zu diesem Denkmal hochladen | Wohnhaus mit Heiste, in offener Bebauung                                                                              | Schlettauer Straße 21 (Karte)                                   | Bezeichnet mit 1843                           | klassizistischer Türsturz, baugeschichtliche und bergbaugeschichtliche Bedeutung. Zweigeschossiges, massives Wohnhaus mit sechs zu vier Achsen in offener Bebauung am Stadtrand von Buchholz. Dieses 1843 errichtete Gebäude war wahrscheinlich ein Bergbeamtenhaus. Seine Erschließung erfolgt von der Straße über eine Heiste, der Zugang ist leicht außermittig und besitzt einen klassizistischen Türstock mit Zahnschnittfries (bezeichnet „1843“), die einflügelige Tür nicht original. Die Fassade des Hauses glatt verputzt ohne Baudekor, die Fenster rechteckig mit glatten Gewänden und vereinfachter T-Sprossung. Das schiefergedeckte Krüppelwalmdach mit fünf stehenden Gaupen in zwei Reihen. Dieses gut proportionierte Wohnhaus ist ein Beispiel bürgerlichen Wohnens in der 1. Hälfte des 19. Jh. Nicht entscheidend verändert, besitzt es bau- und vermutlich bergbaugeschichtliche Bedeutung. | 09229053 |
|                                         | Wohnhaus mit Heiste, in offener Bebauung                                                                              | Schlettauer Straße 22 (Karte)                                   | 1792                                          | | 09229087 |
| Direkt Bild zu diesem Denkmal hochladen | Gedenkstein für Friedrich Wilhelm Viermetz                                                                            | Schneeberger Straße (Karte)                                     | 1873                                          | Zur Erinnerung an den Initiator der Buchholzer Waldanlagen Friedrich Wilhelm Viermetz, Sandsteinobelisk auf hohem, beschriftetem Sockel, ortshistorische Relevanz, seit 2019 zugehörig zur Pufferzone des UNESCO-Welterbes Montanregion Erzgebirge/Krušnohoří. Sandsteinobelisk auf hohem, beschriftetem Sockel, umstellt von rustizierten Pfeilern. Ortshistorische Relevanz. Die Inschriften des ca. 250 cm hohen Monuments: - Vorderseite: „Friedrich Wilhelm Viermetz / Er faßte zuerst die Idee zur Errichtung / der Buchholzer Waldanlagen und legte / die erste Hand an ein Werk, welches / gegenwärtig jedes für die Schönheiten / der Natur empfängliches Gemüth erfreut“ - rechte Seite: „Bringst Du die Natur heran, / Daß sie Jeder nutzen kann. / Falsches hast Du nicht ersonnen, / Hast der Menschen Gunst gewonnen.“ - linke Seite: „Die Stätte, wo ein guter Mensch / geweiht / Sie bleibt geweiht für alle Zeiten“ - Rückseite: „Dem Schöpfer der Waldanlagen, Herrn / W. Viermetz, von der vierziger Gesell- / schaft im Jahre 1873 errichtet. Erneuert / durch den Verschönerungsverein / im Jahre 1912.“ | 09304811 |
| Direkt Bild zu diesem Denkmal hochladen | Mietshaus in halboffener Bebauung                                                                                     | Schneeberger Straße 1 (Karte)                                   | 1907                                          | neogotische Anklänge, baugeschichtliche und städtebauliche Bedeutung. Dreigeschossiges massives Mietshaus von 1907 mit repräsentativer Klinkerfassade in halboffener Bebauung. Markant ist die fast runde Ausbildung der Gebäudeecke, die auch gestalterisch betont wird. Die historistische Fassade zeigt hier den Rückgriff auf die Gotik mit spitzbogigen Fensterformaten und Bekrönungen, ungewöhnlich ist die Anordnung von Kopfbüsten unterhalb der Fenster des 1. Obergeschoss. Die Eckgestaltung wird durch einen turmartigen Aufsatz im Dachgeschoss fortgesetzt und von einem kuppelartigen Dach bekrönt. Im Eckbereich sind Schaufenster und früherer, seitlicher Ladeneingang vermauert, zur Entstehungszeit des Gebäudes befand sich hier eine Bäckerei mit der Backstube im Keller. Schlichter als der Eckbereich sind die Längsfassaden des Hauses ausgebildet: oberhalb des Bruchsteinsockelgeschosses beginnt die bräunliche Klinkerverkleidung, die geschossweise von Gesimsen getrennt wird. Die Fenster in den einzelnen Etagen unterschiedlich gestaltet, wobei das Baudekor der Gewände und Reliefflächen auf die Entstehungszeit des Hauses hinweist. Teilweise sind die Originalfenster mit ihrer charakteristischen Sprossung erhalten. Das Mansarddach zur Wohnnutzung ausgebaut. Das heute leerstehende Gebäude besitzt eine in Annaberg-Buchholz ungewöhnliche Gestaltung im Stilmix zwischen Neogotik und Jugendstil, wodurch es baugeschichtlich von Bedeutung ist. Seine bauliche Reaktion auf den Standort an der vielbefahrenen Schneeberger Straße macht es auch städtebaulich interessant. | 09229048 |
| Direkt Bild zu diesem Denkmal hochladen | Wohnhaus in offener Bebauung                                                                                          | Schulgasse 5 (Karte)                                            | Anfang 19. Jahrhundert                        | Bau- und ortsentwicklungsgeschichtliche Bedeutung, seit 2019 zugehörig zur Pufferzone des UNESCO-Welterbes Montanregion Erzgebirge/Krušnohoří. Zweigeschossiges, kleines Wohnhaus mit fünf zu vier Achsen in offener Bebauung in der Nähe der Katharinenkirche. Das massive Gebäude mit verputzter Fassade und mittigem Eingang mit einem klassizistischen Türstock. Die rechteckigen Fenster in gleichmäßiger Verteilung an Trauf- und Giebelseite mit profilierten Natursteingewänden und Kreuzsprossung; im Giebeldreieck drei kleine Rundfenster. Das schiefergedeckte Satteldach mit profiliertem Traufgesims und drei stehenden Gaupen. Dieses Biedermeier-Wohnhaus ist ein nahezu unverändertes Beispiel städtischen Wohnens zu Beginn des 19. Jahrhunderts. Es besitzt sowohl bau- als auch ortsentwicklungsgeschichtliche Bedeutung. Seit spätestens 1908 ist es im Besitz der Kirchgemeinde. | 09305102 |
|                                         | Wohnhaus in offener Bebauung (nur der vordere Teil)                                                                   | Silberstraße 6 (Karte)                                          | bez. 1791                                     | baugeschichtliche Bedeutung. Zweigeschossiges Wohnhaus mit verputzter Fassade in Ecklage und offener Bebauung. Dieses aus dem 18. Jh. stammende Gebäude wurde in seiner Struktur verändert, indem auf der Nordseite ein nicht schutzwürdiger Anbau hinzugefügt wurde. Die urspr. Erschließung erfolgte auf der Traufseite, hier noch die Reste des barocken Türstocks (bezeichnet „1791“), dessen Öffnung zu einem Fenster verkleinert wurde, außerdem Anhebung des Straßenniveaus an dieser Seite. Der Eingang heute auf der Giebelseite in einer segmentbogigen Öffnung, tief in die Gebäudeflucht eingezogen, mit vorgelagerter Treppe – eine Gestaltung, die im 18. Jh. nicht üblich war, jedoch die Gebäude in Annaberg-Buchholz ab der 2. Hälfte des 19. Jh. prägt. Die rechteckigen Fenster mit glatten Gewänden, tlw. auch verändert oder vermauert. Das Krüppelwalmdach mit drei stehenden Gaupen in zwei Reihen. Trotz der umfangreichen baulichen Eingriffe besitzt das Wohnhaus baugeschichtliche Bedeutung, da es zu den ältesten erhaltenen Gebäuden in Buchholz zählt. | 09229052 |
| Direkt Bild zu diesem Denkmal hochladen | Schulgebäude in Ecklage und offener Bebauung, mit hofseitigem Anbau (ehemalige Posamentierschule, heute Berufsschule) | Straße der Einheit 3 (Karte)                                    | 1907–1908                                     | Bau- und kulturgeschichtliche sowie städtebauliche Bedeutung. Die 1858 gegründete Posamentenfachschule erhielt 1907 ff. diesen großzügigen Schulneubau des Architekten O. Pfau. In Ecklage (Straße der Einheit und Bärensteiner Straße) folgt das Gebäude dem Schwung der Straßenführung. Das Haus ist zweigeschossig mit hohem Sockelgeschoss und ausgebautem Mansarddach; auf der Nordwestseite ein zugehöriger hoher Anbau. Beim linken, schmaleren Fassadenteil sind die drei linken Achsen bis ins Dachgeschoss fortgesetzt; hier große Fenster und ein Uhrerker, darüber ein zierlicher Dachreiter. Der Eingang in der vierten Achse mit dekorativem Neobarockportal; dieses mit Sinnspruch „Ohne Fleiss kein Preis“, zweiflügeliger originaler Tür und separatem geschwungenen Oberlicht. Der mit sieben Achsen längere Fassadenteil durch einen dreiachsigen Risalit mit mächtigem Dreieckgiebel betont; hier waren vorwiegend die großen Unterrichtsräume. Der Fassadenschmuck bspw. die Reliefs auf den Lisenen oder die Girlanden zwischen den Fenstern sollen der Posamentenornamentik entlehnt sein. Die Fassade oberhalb eines Bruchsteinsockels mit Rauputz; die dekorativen Fensterrahmungen davon farbig abgesetzt. Die Schule besaß nicht nur Lehrzimmer, sondern auch Maschinenräume, die sich vorwiegend im Anbau befanden. Heute wird das Gebäude zusammen mit der ehemaligen Fabrik Bärensteiner Straße 2 als Berufsschulzentrum genutzt. Die Posamentenindustrie gehörte in Annaberg-Buchholz zu den wichtigsten Wirtschaftsfaktoren, so dass dieser aufwändig gestaltete Schulbau für die Posamentenfachschule nicht nur bau- und kulturgeschichtliche sowie städtebauliche Bedeutung besitzt, sondern auch für die wirtschaftliche Entwicklung wichtig war. | 09305103 |
| Direkt Bild zu diesem Denkmal hochladen | Mietshaus mit Ladeneinbau und Anbau, in halboffener Bebauung                                                          | Straße der Einheit 5 (Karte)                                    | um 1880                                       | spätklassizistisch wirkender Bau, mit Laden, dahinter etwas später entstandene Manufaktur bezeichnet 1896, baugeschichtlich, sozial- und wirtschaftsgeschichtlich sowie als Zeugnis erster Stadterweiterung städtebaulich bedeutend. Mietshaus mit bauzeitlichem Ladeneinbau in halboffener Bebauung, entstanden im Zuge der ersten, architektonisch anspruchsvollen Stadterweiterung ab ca. 1880, dahinter ein etwas später entstandenes Manufakturgebäude bezeichnet1896, das ein Baugewerbe beherbergte und auf die noch enge Koexistenz von Wohnen und Produktion hinweist, Wohnhaus dreigeschossiger Putzbau mit Putznutung und Rundbogenöffnungen, die beiden Obergeschoss durch Gurtgesimse optisch definiert, gestaltend wirken auch die Ecklisenen sowie die Ausbauten des recht flachen Satteldaches. Für den Spätklassizismus der ersten Gründerjahre typischer tiefer Baukörper. Keller und Dachstuhl bauzeittypisch. Baugeschichtliche, sozial- und wirtschaftsgeschichtliche sowie städtebauliche Bedeutung. | 09228858 |
| Direkt Bild zu diesem Denkmal hochladen | Repräsentatives Doppelmietshaus mit Laden, in geschlossener Bebauung                                                  | Straße der Einheit 7, 9 (Karte)                                 | Bezeichnet mit 1893                           | mit Laden, mit repräsentativen Klinkerfassaden, baugeschichtliche und städtebauliche Bedeutung. Zwei zusammenhängend gestaltete, viergeschossige Mietshäuser in geschlossener Bebauung, die mit ihren repräsentativen Klinkerfassaden und den insgesamt 11 Achsen den Straßenraum prägen. Diese 1893 errichteten Gebäude zeichnen sich vor allem durch die besondere Gestaltung der mittleren Achsen aus: hier jeweils rechts bzw. links im Erdgeschoss die Eingänge in segmentbogigen Nischen. Der Zugang wie für Annaberg-Buchholz typisch eingezogen mit vorgelagerter Treppe, bei beiden Gebäude sind die originalen, zweiflügeligen Haustüren mit separaten Oberlichtern erhalten. In diesen Achsen befinden sich in den oberen Etagen offene Loggien – ein für diese Stadt seltenes Gestaltungselement. Beide Erdgeschosse mit Putznutung und Bossenmauerwerk, die Öffnungen für die bauzeitlichen Läden rundbogig. Die dekorative Ausführung der drei Obergeschosse in rotem Klinkermauerwerk mit andersfarbigem Klinker und einigen Sandsteinelementen als schmuckvollen Kontrast. Herausragend sind die farbigen Muster zwischen den Fenstern der 2. Obergeschosse sowie die aus farbigen Terrakotten bestehende Friese unterhalb der Traufgesimse (vergleichbar mit Karlsbader Straße 45/47). Das schiefergedeckte Satteldach mit stehenden Gaupen. Mit seiner hohen Gestaltungsqualität reiht sich dieses historistische Doppelmietshaus in die mehrheitlich von großem baukünstlerischen Anspruch geprägten Bauten dieser Straße ein. Sie spiegeln die gestiegenen Anforderungen des wohlhabenden Bürgertums an das Wohnen wider. Diese Häuser besitzen sowohl städtebauliche als auch baugeschichtliche Bedeutung. | 09228854 |
| Direkt Bild zu diesem Denkmal hochladen | Repräsentatives Mietshaus mit Laden, in geschlossener Bebauung                                                        | Straße der Einheit 11 (Karte)                                   | um 1885                                       | mit Laden, baugeschichtliche und städtebauliche Bedeutung. Repräsentatives viergeschossiges Mietshaus mit acht Achsen auf breiter Parzelle in geschlossener Bebauung. Das um 1885 entstandene Gebäude zeichnet sich durch seine detailreiche rote Klinkerfassade aus, bei der die mittleren beiden Achsen als Risalit besonders betont sind. Dieser Bereich endet mit einem halbrunden Giebelfeld, hier üppige Verzierungen und Stuck um ein kleines Rundfenster. Für Annaberg-Buchholz ungewöhnlich ist die Verkleidung des Erdgeschosses mit Naturstein, da diese i. d. R. verputzt sind, Kapitelle auf den Mauerpfeilern. Auf der rechten Seite ein bauzeitlicher Laden mit Schaufenster und benachbartem Zugang, dieser in der für Ende des 19. Jh. typischen Ausführung des schmalen Steges zwischen den Öffnungen. Der mittige Eingang mit der originalen, zweiflügeligen Haustür in einer Segmentbogenöffnung, dieser Bereich mit Reliefs, Scheitelstein und Konsolsteinen in sehr ähnlicher Weise wie bei Nummer 7/9 gestaltet. Die Fassade der Obergeschosse reich an Baudekor, dieses als rote und schwarze Klinker sowie mit Sandsteinelementen kontrastreich zur orangeroten Klinkerverkleidung. Unterhalb des Traufgesimses ein Rundbogenfries aus weißen und roten Steinen. Mit seiner hohen Gestaltungsqualität reiht sich dieses historistische Mietshaus in die mehrheitlich von großem baukünstlerischen Anspruch geprägten Bauten dieser Straße ein. Es spiegelt die gestiegenen Anforderungen des wohlhabenden Bürgertums an das Wohnen wider. Das Gebäude besitzt sowohl städtebauliche als auch baugeschichtliche Bedeutung. | 09228853 |
| Direkt Bild zu diesem Denkmal hochladen | Wohn- und Geschäftshaus in Ecklage                                                                                    | Straße der Einheit 13 (Karte)                                   | Bezeichnet mit 1902                           | repräsentatives Gebäude, bemerkenswertes Treppenhaus, baugeschichtliche und städtebauliche Bedeutung. Wohl eines der repräsentativsten Wohn- und Geschäftshäuser von Annaberg-Buchholz, das nicht nur den unmittelbaren Straßenraum durch seine Lage an einer spitzen Kurve prägt, sondern durch einen hohen Turmaufbau weithin im Stadtbild sichtbar ist. Dieses Gebäude wurde 1902 vom renommierten Buchholzer Architekten Peschke errichtet, er war selbst auch der Bauherr. Erdgeschoss und Zwischengeschoss urspr. als Läden, Lager und Kontore ausgewiesen, während in den Obergeschossen großzügige Wohnungen eingerichtet waren. Die beiden unteren Geschosse zeigen ihre Nutzungseinheit durch eine doppelgeschossige Rundbogengliederung, die die Schaufenster im Erdgeschoss und die doppelten Rundbogenfenster des Zwischengeschosses einfasst. Das Motiv der Rundbögen auch in den drei Obergeschoss für jeweils eine Fensterachse wiederholt. Gestalterischer Schwerpunkt liegt im Eckbereich des Gebäudes, dessen drei Achsen risalitartig hervortreten und in einem geschweiften Giebel enden. Bekrönt wird dieser Bereich von einer hohen Kuppel mit Laterne. Im Mittelteil des Risalits Ausbildung eines Erkers über zwei Geschosse, die anschließenden Zwickelbereiche als Balkone genutzt. Die Fassade ist verputzt, wobei in unterschiedlicher Ausführung als Glatt- und Rauputz sowie Rustika differenziert wird. Üppiges Sandsteindekor als Reliefs, Gewände, Säulen, Friese etc. trägt zum repräsentativen Charakter des Hauses bei. Das Wohn- und Geschäftshaus ist heute teilweise leerstehend und baufällig. Mit seiner hohen Gestaltungsqualität gibt es den Auftakt zu den mehrheitlich von großem baukünstlerischen Anspruch geprägten Bauten dieser Straße. Es spiegelt den wirtschaftlichen Reichtum des Buchholzer Bürgertums um 1900 wider und zeigt die gestiegenen Anforderungen an das Wohnen und Arbeiten. Das Gebäude besitzt sowohl städtebauliche als auch baugeschichtliche Bedeutung. | 09228851 |
| Direkt Bild zu diesem Denkmal hochladen | Mietshaus in geschlossener Bebauung                                                                                   | Südstraße 1 (Karte)                                             |                                               | | 09229049 |
| Direkt Bild zu diesem Denkmal hochladen | Mietshaus in halboffener Bebauung                                                                                     | Südstraße 2 (Karte)                                             |                                               | | 09229050 |
| Direkt Bild zu diesem Denkmal hochladen | Mietshaus in offener Bebauung                                                                                         | Talstraße 41 (Karte)                                            | Bezeichnet mit 1893                           | | 09229125 |
| Direkt Bild zu diesem Denkmal hochladen | Waldschlößchen | Waldschlösschenpark 1 [falsche Adresse in Denkmalliste] (Karte) | Ende 19. Jh.                                  | Putzbau mit Fachwerkgiebel, im Schweizerstil, baugeschichtliche und ortsgeschichtliche Bedeutung. Zweigeschossiges Hotelgebäude (Ende 19. Jh.)im bewaldeten Gebiet des westlichen Sehmatales. Das Hauptgebäude auf rechteckigem Grundriss mit einem vorgezogenen Bauteil, in dem sich der Zugang befand, heute davor ein großflächiger, verglaster Wintergarten. Diese Gebäudeachse auch im Obergeschoss und Dachgeschoss besonders gestaltet, hier Zierfachwerk und ein eigenes, steiles Satteldach mit großem Dachüberstand. Das Giebeldreieck mit der für den Schweizerstil typischen Brettschnitzerei. Die verputzte Fassade des Hauses mit farbig abgesetzter Eckrustika, farbig ebenfalls die Rahmungen um die rechteckigen Fenster. Das schiefergedeckte Krüppelwalmdach mit kleinen stehenden Gaupen. Neben einem großen (nicht schützenswerten) Anbau gehört auf der nördlichen Seite ein länglicher, eingeschossiger Bauteil sowie ein Weinkeller zum zu erhaltenden Bestand. | 09229067 |
| Direkt Bild zu diesem Denkmal hochladen | Wohnhaus in offener Bebauung                                                                                          | Waldschlößchenstraße 2 (Karte)                                  | 1878                                          | im Landhausstil, baugeschichtliche Bedeutung. Eingeschossiges Wohnhaus im bewaldeten Gebiet des westlichen Sehmatales. Das Gebäude mit verputzter Fassade zeichnet sich durch seine Dachgestaltung aus, bei der die konstruktiven Teile des großen Dachüberstandes dekorativ die Ansicht prägen. Besonders schmuckvoll sind so die Gebäudegiebel ausgebildet, aber auch der Traufbereich und das Dach des Risalits der Eingangsachse sind in dieser Form hervorgehoben. Der Eingang rundbogig mit schöner, originaler zweiflügeliger Haustür, alle Gebäudekanten mit Eckrustika. Die Fenster vorwiegend mit glatten Natursteingewänden und T-Sprossung. Aufgrund der Hanglage ist zum Garten ein hohes Sockelgeschoss ausgebildet. Für Annaberg-Buchholz untypisch ist die Dacheindeckung mit dunklen Dachziegeln anstelle des sonst vorherrschenden Schiefers. Dieses Wohnhaus im Landhausstil passt sich seiner naturnahen Umgebung sehr gut an. Im nahen Umfeld sind ähnliche Bauten kaum zu finden. Es besitzt baugeschichtliche Bedeutung. | 09229066 |
| Direkt Bild zu diesem Denkmal hochladen | Fabrikgebäude | Waldschlößchenstraße 8                                          | Nach 1900                                     | | 09229071 |
| Direkt Bild zu diesem Denkmal hochladen | Ehemaliges Restaurant Waldschlößchen                                                                                  | Waldschlößchenstraße 17 (Karte)                                 |                                               | | 09229069 |
| Direkt Bild zu diesem Denkmal hochladen | Wohnhaus in offener Bebauung                                                                                          | Waldschlößchenstraße 27 (Karte)                                 | Um 1900                                       | | 09229070 |